# Empire romain
Cet article concerne la période de l'histoire de la Rome antique. Pour les territoires administrés par Rome, voir Provinces romaines. Pour Empire romain (homonymie), voir Empire romain (homonymie).
27 av. J.-C. – 395 / 476 / 1453
Entités précédentes :
- République romaine
- Égypte antique (30 av. J.-C.)

Entités suivantes :
- Empire romain d'Occident
- Empire romain d'Orient

1. ↑  À partir de l'année 395 apr. J.-C., l'Empire est partagé en deux parties, ce jusqu'à Justinien qui le réunifia en partie au VIe siècle avant que la partie occidentale ne tombe définitivement hors du contrôle administratif de l'écoumène constantinopolitain — Empire romain d'Occident et Empire romain d'Orient. C'est le premier qui prend fin en 476, le second ne tombera qu'en 1453, lors de la chute de Constantinople devant les armées ottomanes.
2. ↑  Le latin était la langue officielle de l'État, le grec ancien étant la langue des élites cultivées.
3. ↑  Il y avait de nombreuses autres religions dans l'Empire.

Évolution du territoire de la République et de l'Empire.

L'Empire romain (en latin : Imperium romanum) est le nom donné par les historiens à la période de la Rome antique s'étendant entre 27 av. J.-C. et 476 apr. J.-C.
L'année 27 av. J.-C. correspond à l'octroi par le Sénat à Octave du surnom d'Augustus (« Auguste »), date traditionnellement considérée comme le début du principat, qui mit fin à la dernière guerre civile de la République romaine, au cours de la toute fin de la République romaine.
Durant la période de cinq siècles allant de 27 av. J.-C. à 476 apr. J.-C., l'État romain s'est agrandi au point d'englober un territoire allant de la Maurétanie tingitane (Maroc actuel) en passant par la Mésopotamie, la Britannie (Angleterre et pays de Galles actuels) jusqu'à l'Égypte, créant ainsi l'une des plus grandes entités politiques de l'Histoire, qui influença profondément tous ses territoires, tant en Europe, en Afrique du Nord qu'en Asie de l'Ouest, sur le plan culturel, linguistique et finalement religieux, tout en assurant la conservation de la civilisation grecque antique reçue en héritage. La période impériale fut aussi un temps de développement des échanges économiques, facilité par la construction d'un important réseau routier, d'aqueducs et ponts parfois encore existants, et de nombreuses villes, devenues par la suite des métropoles d'Europe occidentale (Paris, Londres, Lyon, Strasbourg, Barcelone, etc.).
Contrairement à la République, qui était oligarchique, l'Empire fut une autocratie, tout en conservant durant le principat des apparences républicaines : le pouvoir politique était principalement détenu par un seul homme, l'empereur, qui s'appuyait sur une bureaucratie sans cesse plus développée, sur une administration territoriale importante et sur une puissante armée. De sa fondation par Auguste jusqu'à la déposition de son dernier empereur, Romulus Augustule, l'Empire eut une histoire intérieure et extérieure complexe, caractérisée, au départ, par une certaine stabilité politique (période du principat), puis, à partir du IIIe siècle, par une instabilité de plus en plus importante : crise du troisième siècle et dominat. Les coups d'État et les guerres civiles se multiplient, et l'Empire avait à affronter un nombre grandissant d'ennemis extérieurs.
En effet, à partir de la fin du IIe siècle, l'Empire est confronté à ce que l'historiographie ultérieure a appelé les invasions barbares. Il s'agissait, en réalité, de mouvements de populations de très grande ampleur, réalisés sur de longues durées. Les peuples dits « barbares », en se déplaçant vers l'ouest, finirent par se heurter à la frontière romaine, militairement gardée, et, poussés par d'autres peuples plus à l'est, tentèrent de la percer. Si l'Empire parvint, dans un premier temps, à repousser les envahisseurs, la crise du troisième siècle vit les frontières céder une première fois. En réaction aux périls extérieurs, le pouvoir romain, à partir de la tétrarchie, chercha à se renforcer : les centres de décision politique et militaire furent multipliés, l'administration développée et militarisée, et la taille de l'armée augmentée. Le IVe siècle fut l'époque des guerres civiles entre les successeurs des tétrarques, et il fut dominé par la personnalité de Constantin Ier, qui rénova profondément l'Empire romain, en lui donnant ses caractéristiques définitives.
À cette époque, le pouvoir était devenu un régime absolu, avec une cour et un protocole de type oriental. La fin de la proscription du christianisme par Constantin, puis son établissement comme religion d'État par Théodose Ier est le fait le plus marquant de la civilisation romaine dans cette période, l'Antiquité tardive. Appuyée sur l'appareil administratif romain, extrêmement développé, l'Église acquit une place prépondérante dans tous les territoires romains avant d'être chassée, par l'expansion de l'islam, d'une partie de ceux-ci.
Après la division de l'Empire en deux entités, l'Empire romain d'Orient (pars orientalis) et l'Empire romain d'Occident (pars occidentalis), la partie occidentale est marquée, à partir du Ve siècle, par un délitement continu de l'autorité politique au profit des royaumes germaniques : la puissance militaire s'effondre, l'économie est exsangue et la domination territoriale se réduit, jusqu'à ne plus dépasser l'Italie. L'Empire s'effondre d'une manière progressive, et la déposition, par Odoacre, du dernier empereur Romulus Augustule, est finalement un événement mineur, surtout symbolique.
Éteint en Occident en 476, l'Empire romain persista en Orient, autour de sa capitale, Constantinople. À l'Est, il mêla, comme jadis à l'Ouest, des éléments de civilisation grecs et latins, mais la part grecque est devenue prépondérante. Dans la seconde moitié du XIXe siècle, l'appellation « byzantin » (qui date du XVIe siècle mais était peu utilisée) se généralise pour l'Empire romain d'Orient, mais il n'existe pas de fondation ou de début de l'Empire byzantin, qui n'est que la période médiévale et finale de l'Empire romain et prend fin en 1453. En Europe de l'Ouest et centrale, l'Empire d'Occident (800-924) des rois carolingiens, puis le Saint-Empire romain germanique (962-1806), dont les souverains se faisaient encore appeler « empereur des Romains », se considéraient également comme les successeurs légitimes de l'Empire romain en Occident.

## De l'Empire d'Auguste à la fin des Antonins (27av. J.-C.à 192)

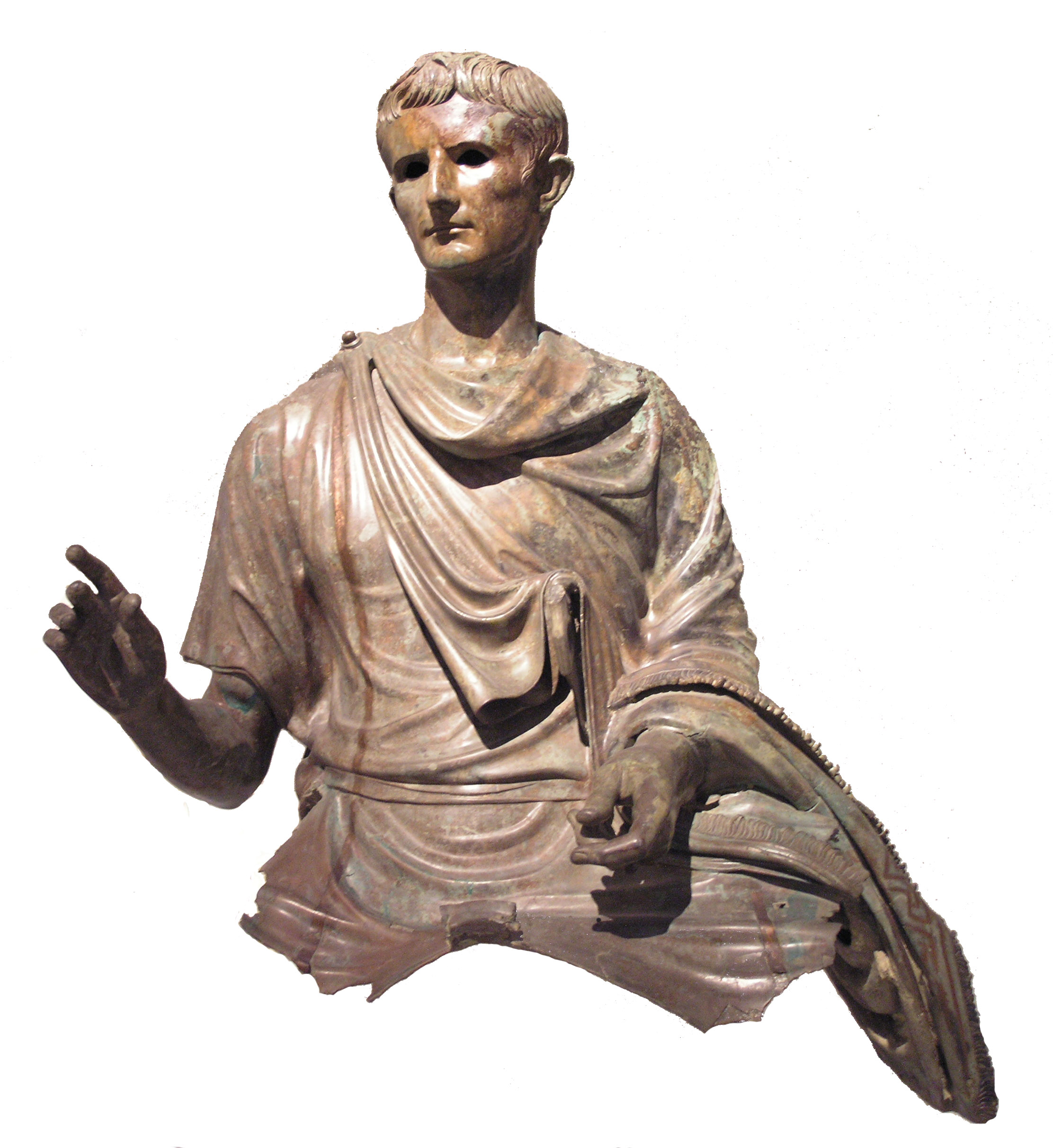
Statue équestre (fragmentaire) d'Octavien Auguste en bronze, au musée national archéologique d'Athènes.

La période dite du « Haut-Empire » couvre plus de deux siècles. Cette période, qui commence avec le principat d'Auguste et qui met fin à la République romaine, s'étend jusqu'à la crise du IIIe siècle, incluant le règne idéalisé de la dynastie des Antonins. C'est une période d'extension et de consolidation de l'Empire, marquée par des périodes de stabilité intérieure et de prospérité économique.
Le Sénat confère à Octave le titre d'« Auguste ». Tout en maintenant le fonctionnement des anciennes magistratures et du Sénat, Auguste concentre tous les pouvoirs entre ses mains. Ses successeurs, les empereurs Julio-Claudiens, suivis par les Flaviens et les Antonins mènent l'Empire romain à son apogée. Au IIe siècle, la superficie de l'Empire romain est à son maximum, et compte entre 50 et 80 millions d'habitants. Rome est avec un million d'habitants la plus grande ville du monde méditerranéen.

### Le règne d'Auguste (27av. J.-C.à 14)

#### Octave devient empereur

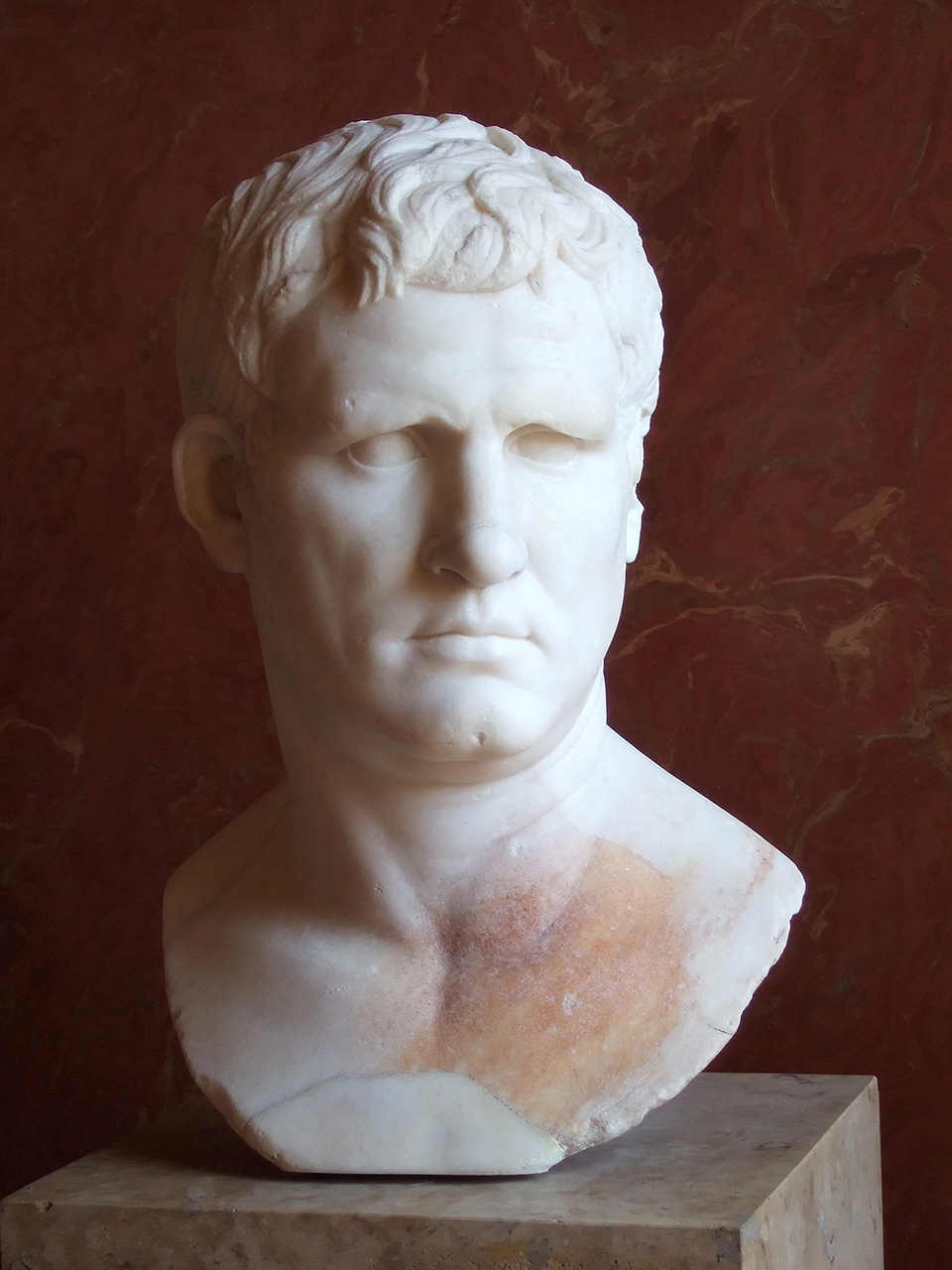
Buste de Marcus Vipsanius Agrippa. Marbre, vers 25 av. J.-C.-24 av. J.-C., Musée du Louvre. Provenance : Gabies.

Après avoir vaincu Marc Antoine à la bataille navale d'Actium par l'intermédiaire de Vipsanius Agrippa en septembre 31 av. J.-C.,, Octave, fils adoptif et héritier de Jules César, devient seul détenteur du pouvoir et « maître incontesté de tout l'Empire ». S'ouvre alors une période nouvelle et décisive dans l'instauration du principat, un régime politique qui apparaît comme un retour aux institutions républicaines. Cependant, un rétablissement de la République semble impossible après près d'un siècle de guerres civiles, où les chefs de guerres et hommes politiques prennent, en tant qu'individu, une place prééminente, et admise par tous. De plus, Octave est le premier à réussir à trouver le soutien du peuple et de la noblesse, le « consensus universorum »,.
En 30 av. J.-C., il reçoit le ius auxilii des tribuns, qui fait de lui le « protecteur de la plèbe »,. Le 1er janvier 29 av. J.-C., les magistrats et le Sénat prêtent le serment de respecter les dispositions prises par l'imperator. En août, Octave célèbre trois triomphes puis dédicace le temple du divin César et inaugure la Curie Julia.
L'année suivante, avec Agrippa, il révise la liste des sénateurs (lectio senatus) et recense la population (censoria potestas) grâce à des pouvoirs détachés de la magistrature républicaine de censeur,. Il revêt le consulat pour la sixième fois, avec Vipsanius Agrippa, cette magistrature étant de nouveau légalement partagée, et sera renouvelé dans cette fonction jusqu'en 23 av. J.-C..
Le 13 janvier 27 av. J.-C., au terme d'un long discours au Sénat, Octave rend au Sénat et au peuple romain ses pouvoirs et l'État, auquel il a rendu sa liberté et la paix,. Les sénateurs refusent et, selon un scénario certainement préparé, ils lui attribuent le pouvoir proconsulaire pour dix ans,. Les terres romaines sont divisées en provinces sénatoriales (pacifiées) et impériales (où se trouvent les forces armées),. Le 16 janvier, il reçoit le titre sacré « d'Augustus » sur l'initiative du sénateur Munatius Plancus,.
Par ce règlement constitutionnel, le régime personnel, régime d'exception jusque-là, entre dans sa période organique,. Auguste, reconnu comme princeps, ce qui signifie le « Prince du Sénat », devient le chef officiel de l'État romain,. Il prend le contrôle absolu de l'armée, 28 légions, dont il assure le financement et est protégé en permanence par la garde prétorienne, stationnée dans l'Urbs, (jusqu'alors aucune troupe n'avait le droit de résider à Rome).
Par définition, le régime comporte un partage d'attribution entre le nouveau pouvoir — le princeps — et les pouvoirs traditionnels — les comices (des assemblées législatives), les magistratures et le Sénat.

#### Les pouvoirs fondamentaux d'Auguste

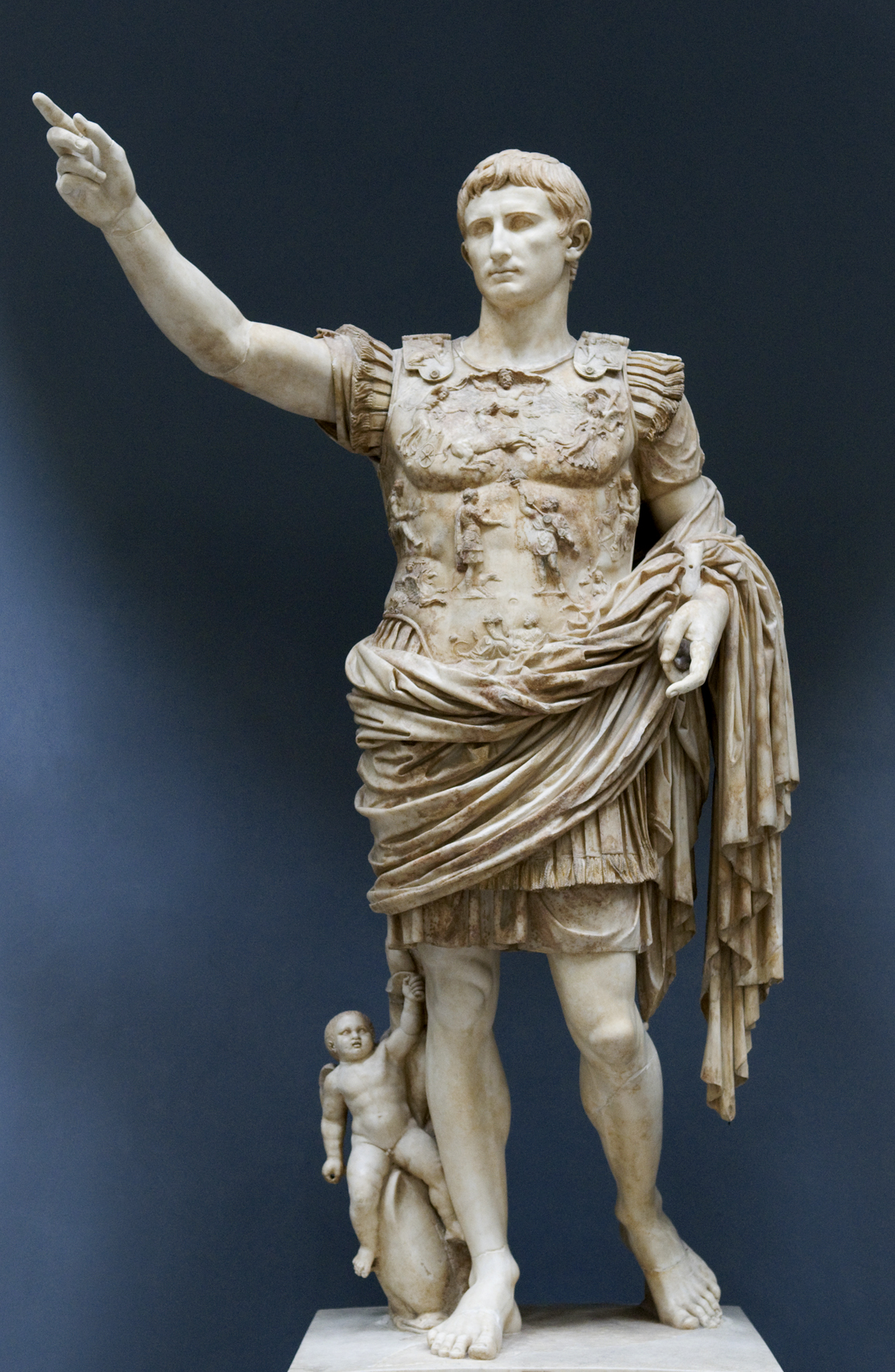
Auguste de Prima Porta, statue d'Auguste en tenue militaire de parade, au musée Chiaramonti, Vatican, Rome.

Jusqu'en 23 av. J.-C., la situation institutionnelle n'évolue pas, avec le onzième consulat de l'empereur. Cette année-là, une grave crise secoue l'État due à plusieurs causes : une grande épidémie de « peste » ravage l'Italie, une conspiration vise à assassiner Auguste et ce dernier tombe régulièrement malade,. L'empereur dépose le consulat, qu'il détient depuis 31 av. J.-C. sans interruption, et qu'il n'occupe plus que deux fois en 5 et en 2 av. J.-C. En échange, le Sénat et le peuple de Rome lui octroient la puissance tribunitienne complète et à vie, base civile de son pouvoir, et un imperium proconsularius maius (plus grand que celui des proconsuls des provinces sénatoriales),. À partir de ce moment, Auguste détient un pouvoir absolu,,.
Malgré un aspect civil et démocratique des pouvoirs de l'empereur, détenant légalement la puissance tribunitienne au lieu du consulat annuel, les troubles persistent à chaque absence d'Auguste ou d'Agrippa. Ces pouvoirs militaires et civils sont légitimes, et il refuse le consulat perpétuel ainsi que la censure et la dictature, ce qui permet sous les apparences de maintenir les institutions républicaines, et met fin aux troubles à son retour à Rome. En 19 av. J.-C., il refuse une nouvelle fois la censure, reçoit les insignes consulaires à vie et partage le pouvoir pour cinq ans : Agrippa reçoit l'imperium proconsulaire majeur ainsi que la puissance tribunitienne.
La mort en 12 av. J.-C. de Lépide, pontifex maximus depuis le second triumvirat, permet à Auguste de se faire élire à la plus haute charge religieuse,. En 2 av. J.-C., il reçoit le titre de « Père de la patrie », qui place sous sa protection l'ensemble du peuple romain.
Ainsi est fondé le principat, reposant sur trois bases : militaire — par l'imperium proconsulaire majeur —, civile — par la puissance tribunitienne —, et religieuse — par le grand-pontificat.

#### L'expansion et la consolidation des frontières
Auguste affermit la puissance romaine autour du bassin méditerranéen, cherchant à la fois à organiser et optimiser les frontières de l'Empire,.
À la suite de l'ajout de l'Égypte en 30 av. J.-C.,, il annexe une partie des vassaux, clients et alliés de l'Empire, notamment en Syrie et en Anatolie,, puis termine la conquête de l'Hispanie, après avoir pacifié la Gaule,. Ensuite, c'est la Norique et la Rhétie qui deviennent romaines, grâce aux campagnes de Tibère et de son frère Drusus,. La Dalmatie et la Pannonie se révoltent à l'orée d'une campagne contre les Marcomans menée par Tibère, qui se retourne contre les révoltés, qu'il bat difficilement, ayant eu besoin de dégarnir le Rhin pour en venir à bout,. Les Marcomans n'ont pas rejoint la révolte et négocient alors de devenir « ami des Romains »,.
En Orient, contrairement à Jules César, il cherche à assurer la paix, pensant qu'une campagne militaire serait trop incertaine. Il négocie avec le roi Phraatès IV, l'Arménie revient sous la coupe romaine, Auguste récupère les enseignes prises aux légions de Crassus trente ans plus tôt, ainsi que les prisonniers encore en vie,. Ce succès diplomatique a, pour les Romains, la même importance qu'une victoire militaire, mettant l'Empire parthe au même titre qu'un vassal de Rome.
Il s'attaque à reculer la frontière à l'Elbe et non au Rhin, et c'est Drusus qui lance l'offensive et conquiert les terres germaines,, puis Tibère lui succède à sa mort,. Mais le désastre arrive en 9, lorsque Varus se rend en Germanie pour organiser la nouvelle province, et se fait écraser avec trois légions, provoquant la perte de toutes les terres germaines alors conquises,. Ce sera le seul échec d'Auguste,.
À sa mort, tout le bassin méditerranéen est sous domination romaine, tous les territoires intérieurs difficiles sont pacifiés et l'« Empire est plus cohérent, plus fort, plus équilibré et mieux organisé qu'il ne l'était auparavant ».

#### La réorganisation de l'Empire et de la Cité

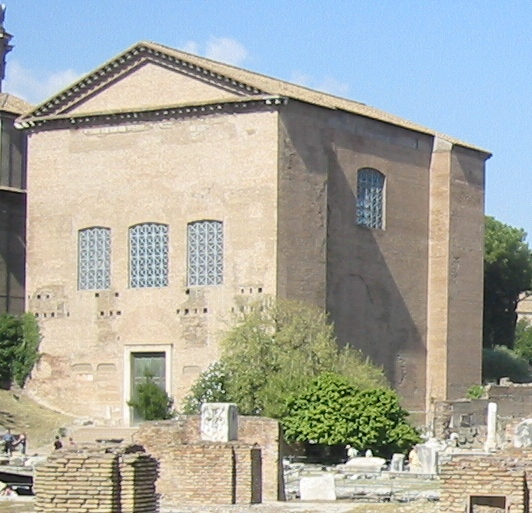
La Curie Julia sur le Forum Romain où se réunit habituellement le Sénat de l'Empire romain.

La paix, tant intérieure qu'extérieure, permet à Auguste de renouveler les structures administratives sans heurter l'opinion,. Il se base sur la hiérarchie existante sous la République et l'adapte au nouveau régime,. L'ordre sénatorial est remanié, l'empereur prenant le contrôle de l'album sénatorial et fixe un cens spécifique pour être sénateur, diminuant aussi fortement le nombre de membres du Sénat,.
Les chevaliers romains peuvent dorénavant prétendre à se charger des biens de l'État ou de l'empereur,. Une carrière équestre est créée et ils deviennent les meilleurs auxiliaires de l'empereur, en devenant gouverneurs des provinces en son nom ou en occupant les préfectures à Rome,.
Après avoir permis à nombre de membres des élites provinciales de devenir citoyens et en élargissant la citoyenneté à des zones entières, Auguste rend plus rigoureux son accès et limite les affranchissements. En outre, l'empereur veut se présenter comme le restaurateur des mœurs, il réforme la justice et promulgue des lois pour limiter la dépopulation des couches élevées de la société mutilées par les guerres civiles. Son règne voit le retour de la paix et de l'ordre politique.

#### La politique religieuse d'Auguste

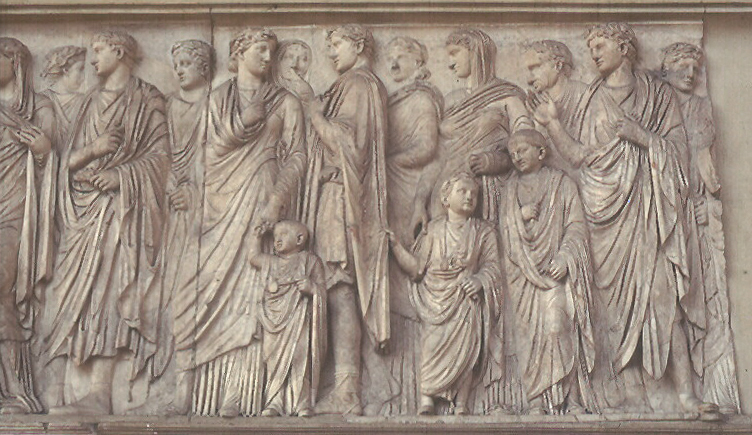
La procession de la famille d'Auguste sur le côté sud de l'autel de la paix.

Auguste s'intéresse particulièrement aux problèmes religieux, cherchant avant tout des solutions dans la tradition mais n'hésitant pas non plus à faire quelques innovations très importantes pour l'empire romain,.
Les guerres civiles sont des guerres impies, et chaque Romain qui y a participé y est souillé, signe que les dieux ont abandonné Rome. La paix étant revenue sous le long règne d'Auguste, la concorde entre les dieux et les hommes peut avoir lieu
Bien qu'Auguste ne soit pontifex maximus qu'à partir de 12 av. J.-C., il est membre du collège des pontifes depuis 45 av. J.-C., année à laquelle Jules César l'y a introduit,. Il est ensuite augure pendant deux ans et occupe d'autres postes religieux, avant d'intégrer plusieurs collèges religieux en tant que Augustus,. Lui-même, en divinisant son père adoptif Jules César, se place au-dessus des hommes,.
Les sacerdoces sont rétablis puis réorganisés,, notamment la charge de Flamine de Jupiter tombée en désuétude depuis le début du siècle, il réforme plusieurs collèges religieux, renouvelant avec les anciennes traditions en y intégrant plus de patriciens que de plébéiens, notamment la confrérie des Frères Arvales, qui devient prédominante,. De nombreux anciens rites sont rétablis, et des monuments religieux sont rénovés ou construit (82 temples,). Il entame l'édification d'un important Forum, dominé par le temple de Mars vengeur, du temple d'Apollon Palatin, et de l'autel de la paix d'Auguste,.
Cette rénovation de la religion romaine traditionnelle à laquelle s'ajoute la puissance de l'empereur, se plaçant sous la protection de Mars et d'Apollon, devenant un élément essentiel dans la religion, permet aux Romains de penser que l'entente entre les dieux et les hommes est de retour, et que cette harmonie renaissante est annonciateur d'un nouvel âge d'or,.

#### Le problème successoral

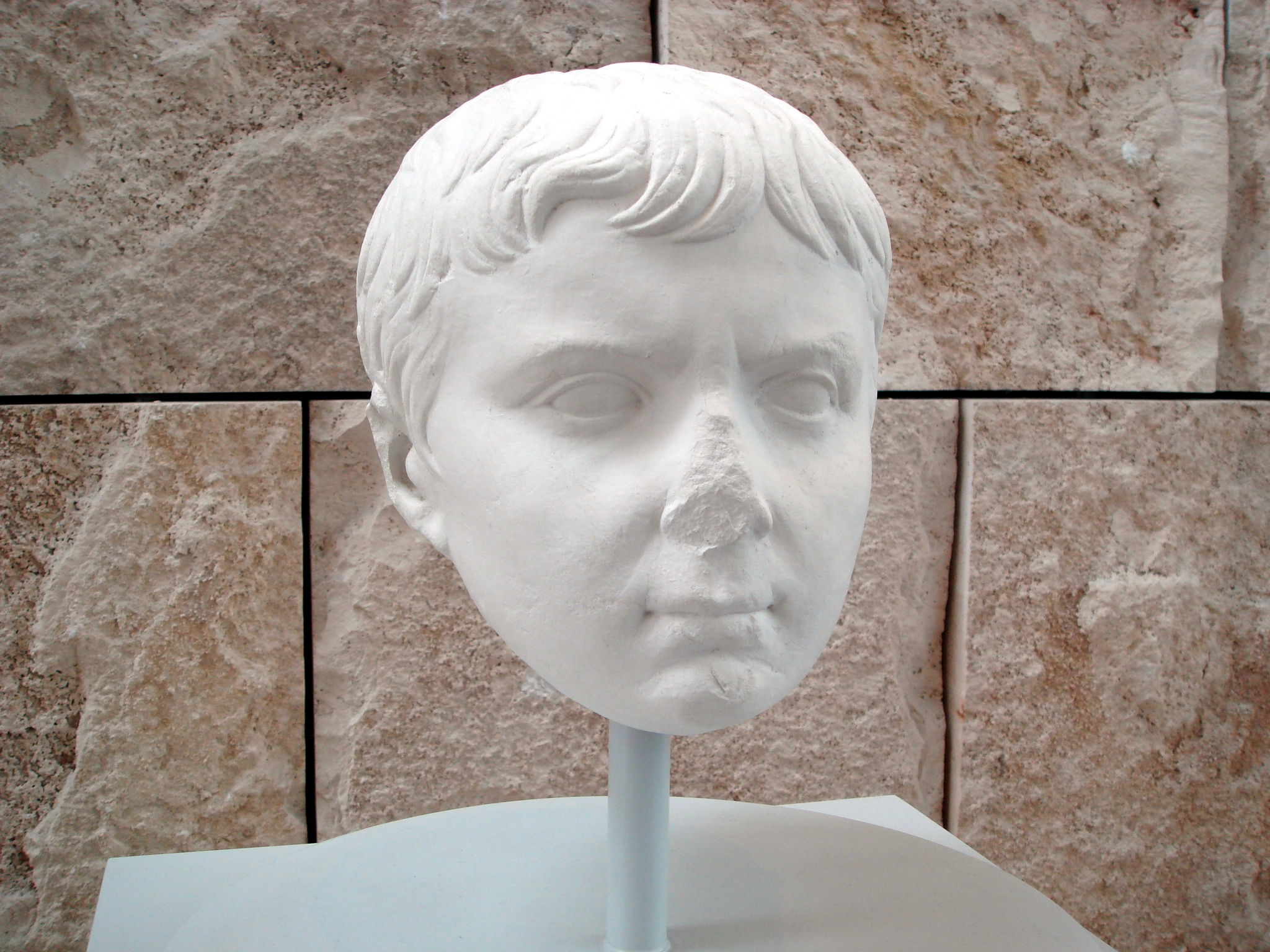
Tête de Caius enfant (Rome, Musée dell'Ara Pacis).

Auguste se doit d'assurer la stabilité du régime après sa mort. L'empereur est souvent malade, et dès le début de son règne, il doit se préoccuper de nommer un successeur, qui se doit d'être un membre de la famille impériale.
Dès 29 av. J.-C., son premier choix est Marcellus, son neveu, qui épouse alors Julia, fille d'Auguste, mais il meurt en 23 av. J.-C., et l'empereur se tourne vers Agrippa, son plus fidèle et ancien allié,. Agrippa est plus un dépositaire du trône en cas de disparition de l'empereur qu'un successeur. Lorsque le princeps tombe gravement malade en 23 av. J.-C., celui-ci lui octroie la bague qui lui sert de sceau authentifiant les actes officiels,. Ensuite, Agrippa reçoit un imperium supérieur à tout autre sur toute la partie orientale de l'Empire puis épouse Julia,.
Les véritables successeurs auxquels pense Auguste sont les enfants de cette union, ses petits-fils Caius et Lucius, qui naissent respectivement en 20 et 17 av. J.-C., et qui sont adoptés par l'empereur,. Agrippa joue le rôle de collègue de l'empereur ayant autant de pouvoirs mais il meurt en 12 av. J.-C., et c'est Tibère qui reprend le rôle de protecteur, se mariant à son tour avec Julia,. Tibère et son frère Drusus reçoivent l'imperium proconsulaire, mais Drusus meurt en 9 av. J.-C. Tibère reçoit ensuite la puissance tribunitienne et son imperium est renouvelé, à l'instar d'Agrippa quelques années plus tôt, mais il se retire soudainement de la vie politique,. Caius et Lucius, les héritiers, atteignent l'âge adulte, et l'empereur les favorise, mais ils meurent tour à tour,.

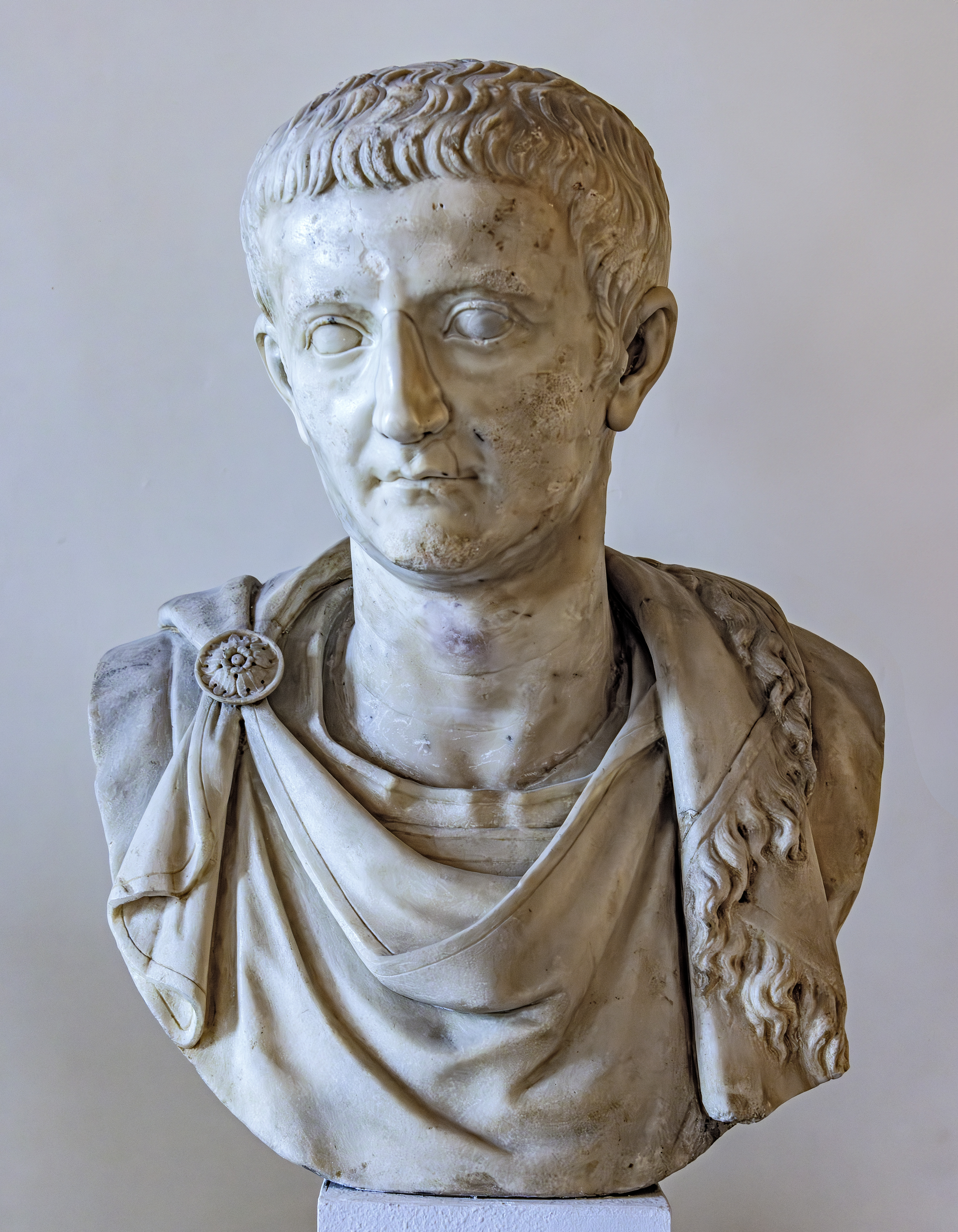
Buste de Tibère, musée archéologique de Venise.

Tibère revient d'exil après sept années et est adopté par Auguste,. De nouveau détenteur des deux pouvoirs majeurs, Tibère devient le collègue d'Auguste, et ses nombreuses campagnes militaires victorieuses le légitiment,. À la mort d'Auguste, Tibère détient toujours l'imperium proconsulaire et la puissance tribunitienne, ce qui fait de lui l'unique détenteur du pouvoir suprême.
Les évènements autour de la succession d'Auguste sont très importants pour toute la suite du Haut-Empire romain, déterminant les principes de succession pour toute la durée du principat. Le successeur doit être membre de la famille de l'empereur, et si ce dernier a un fils (naturel ou adopté), c'est celui-ci qui est le successeur légitime, aux yeux de tous. De plus, Auguste associe les deux pouvoirs majeurs, l'imperium proconsulaire et la puissance tribunitienne à la désignation d'un successeur. Enfin, la place tenue par sa fille, qui épouse trois de ses successeurs possibles, préfigure l'importance des femmes dans la famille impériale. La succession impériale se fonde dès lors sur des principes héréditaires.

### Les Julio-Claudiens (14 à 68)

#### Le règne de Tibère
Tibère devient empereur en 14, succédant officiellement à Auguste car il est depuis 12 associé au gouvernement de l'Empire romain, détenant aussi l'imperium proconsulaire et la puissance tribunitienne,. Cependant, il tarde à accepter de devenir empereur, par orgueil — Tibère aurait mal vécu d'être le dernier successeur d'Auguste et souhaite voir les sénateurs le supplier — ou humilité, hésite sur la marche à suivre surprenant le peuple et le Sénat, puis accepte finalement les pleins pouvoirs,.
Âgé de 56 ans, il a une grande expérience de l'administration civile et militaire et met en place d'importantes réformes dans les domaines économiques et politiques. Il fait preuve d'un strict respect de la tradition augustéenne, essayant de respecter toutes les instructions de son père adoptif. Son but est de préserver l'Empire, d'assurer la paix interne et externe tout en consolidant le nouvel ordre politique. Il met un terme à la politique d'expansion militaire (à l'exception de l'annexion de la Cappadoce), se limitant à sécuriser les frontières.
Au début de son règne, il fait preuve d'un grand respect envers le Sénat qu'il consulte fréquemment,. Sous son règne, l'Empire prospère et accumule des fonds qui contribuent alors à assainir les finances.
Tibère, sur ordre d'Auguste, avait adopté son neveu Germanicus, jeune et populaire contrairement à l'empereur,. Sa mort, suspecte, prive l'Empire d'un appui solide et Tibère d'un successeur possible,.
Son principat est entaché par une impopularité croissante,, due à la préfecture de Séjan — pendant laquelle les procès, et les meurtres se multiplient, dont celui de Drusus, fils et successeur de Tibère —, à son caractère — il se renferme sur lui-même et ignore son impopularité croissante — et à son éloignement de Rome à la suite de la perte de son fils — à Capri où les rumeurs lui prêtent toute sorte de débauches,. Séjan élimine un à un tous ses rivaux potentiels à l'Empire, instaure dans Rome un climat de terreur, diminue les pouvoirs du Sénat mais le préfet du prétoire tombe à son tour, accusé par l'empereur de trahison,.
L'empereur ne retourne cependant plus dans la capitale où il est haï jusqu'à sa mort en 37, bien qu'il continue de mener l'Empire d'une main ferme et responsable. Sans désigner de successeur, l'empereur défunt favorise la montée de Caligula, fils de Germanicus, et de Tiberius Gemellus, son petit-fils,.

#### Le règne de Caligula

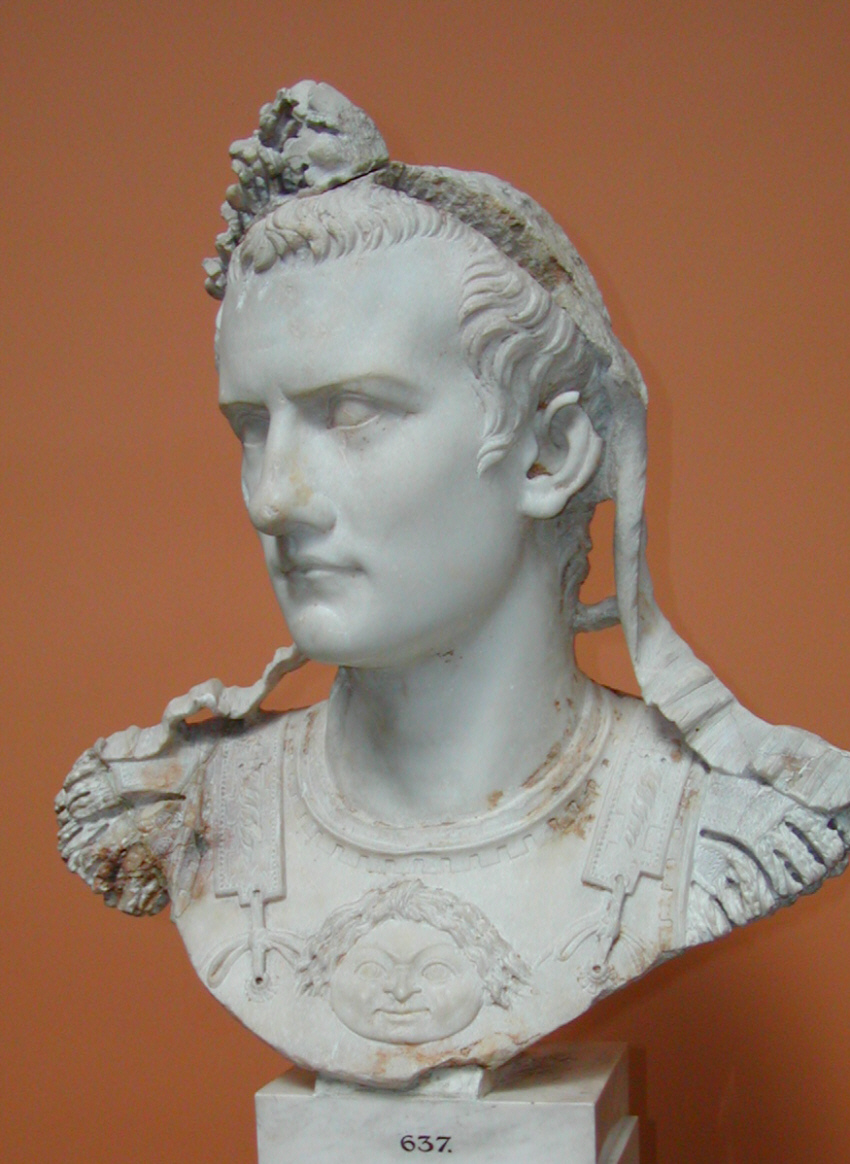
Buste de Caligula

Caligula est le seul à se présenter pour prendre le pouvoir à l'annonce de la mort de Tibère,. Pendant six mois, les Romains peuvent se féliciter d'un empereur juste, utile et libéral, qui leur fait oublier la sinistre fin du règne de Tibère,. Il adopte tout d'abord Tiberius Gemellus, avant de le faire assassiner pour trahison.
Cependant, une grave maladie fait changer dramatiquement Caligula, dont les troubles mentaux resurgissent, qui devient un tyran. Les conspirations se multiplient, l'empereur vide les caisses de l'État par ses nombreuses extravagances et fait preuve d'une extrême cruauté, gouvernant en monarque oriental,. Une énième conspiration a raison de lui en 41,.

#### Le règne de Claude

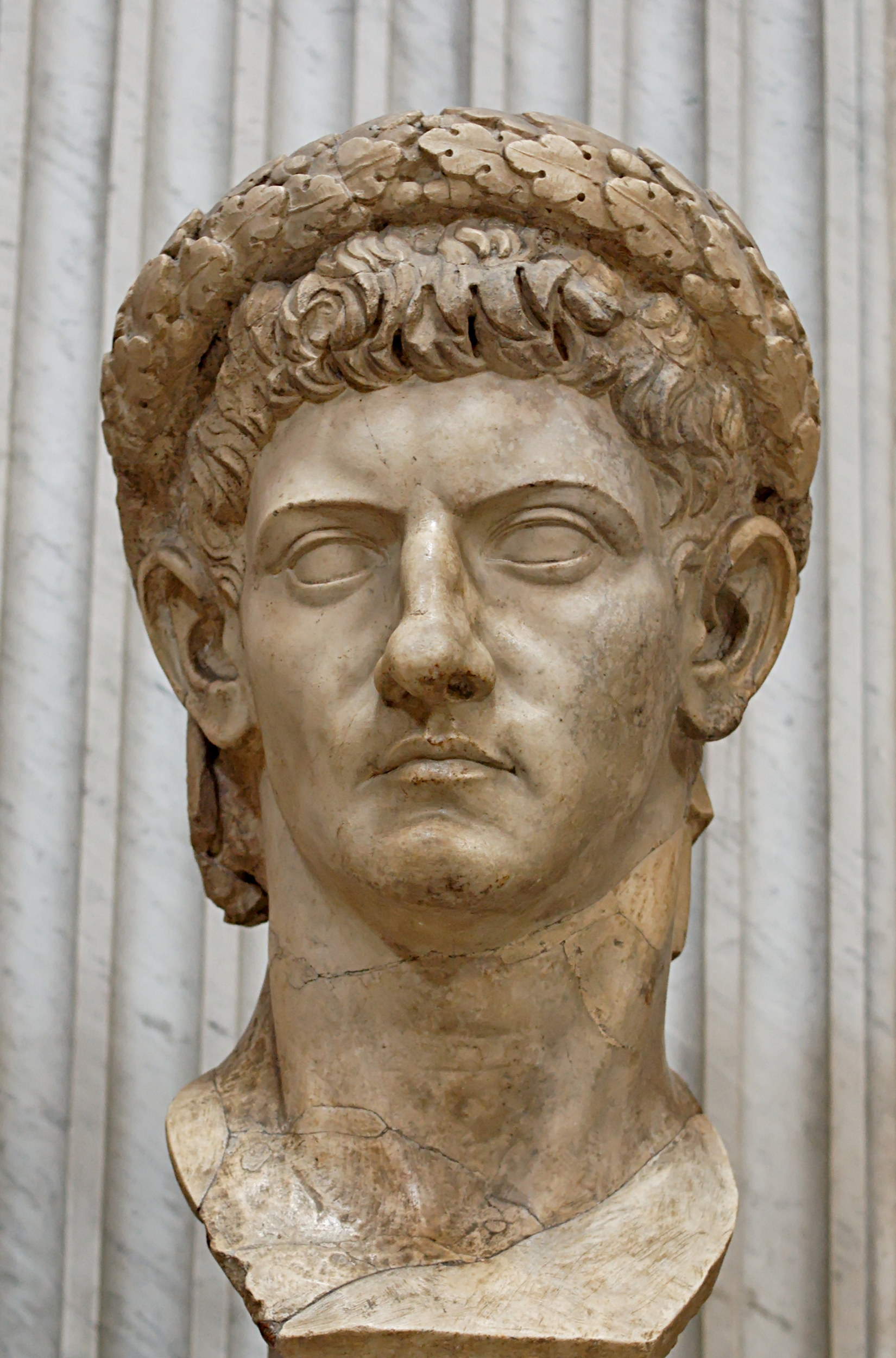
Buste de Claude en Jupiter. Marbre, œuvre romaine, vers 50.

Le règne de Tibère, qui laisse un mauvais souvenir aux Romains, suivi par l'autorité tyrannique de Caligula, ainsi que la disparition du dernier représentant direct des Iulii, aurait pu mettre à mal le nouveau régime. Mais le principat est ancré dans les esprits, surtout après le long et heureux règne d'Auguste. À sa mort, il n'y a déjà plus personne qui a vécu sous une République stable et prospère. Ainsi, le nouvel empereur se doit d'être un membre de la famille impériale, celle qui a été choisie et protégée par les dieux,.
Ainsi, c'est Claude, jugé inapte par Tibère quelques années plus tôt, qui lui succède, choisi par la garde prétorienne, alors qu'il se terrait par crainte d'être lui aussi assassiné. Frère de Germanicus, il a toujours été épargné et laissé de côté, jugeant son physique ingrat, ses capacités à gouverner limitées, et n'ayant jamais occupé aucune charge importante, hormis un consulat. Le Sénat s'empresse de valider le choix des prétoriens,.
Malgré son manque d'expérience politique, Claude se montre un administrateur capable et un grand bâtisseur public. Son règne voit l'Empire s'agrandir : cinq provinces s'ajoutent à l'Empire dont la Bretagne, ainsi que, en 43, la Lycie, les deux Maurétanies et la Thrace. Il étend la citoyenneté romaine à beaucoup de provinces, dont la Gaule où il est né,.
Mais c'est un empereur faible, et il meurt empoisonné à l'instigation d'Agrippine en 54, après avoir, sur les conseils de celle-ci, adopté son fils Néron, qui lui succède en lieu et place de Britannicus, le fils de Claude, qui meurt peu de temps après lui, dans des conditions troublantes,.

#### Le règne de Néron
Néron accède au pouvoir grâce à sa mère qui a fait pression sur Claude pour faire de Néron son successeur et non Britannicus (qui est le fils biologique de Claude).
Les premières années du règne de Néron, très jeune empereur de 17 ans, sont connues comme des exemples de bonne administration. Le préfet du prétoire Burrus et Sénèque lui font appliquer une politique modérée et populaire. Après la mort de Britannicus en 55, Néron écarte sa mère, trop entreprenante, des affaires avant de la faire assassiner en 59. Durant les huit premières années de son règne, l'empereur mène une politique commune avec le Sénat, laissant à l'assemblée d'importants pouvoirs. Mais ses deux mentors disparaissent : Burrus meurt en 62 et Sénèque se retire,.
Néron fonde alors sa nouvelle politique sur l'exploit artistique, prenant part à des spectacles, chantant et jouant la comédie et de la lyre. Les premiers procès politiques de son règne commencent pour lèse-majesté dès 62. De nombreux scandales éclatent, ainsi que le grand incendie de Rome, qui détruit la plus grande partie de la ville pendant près d'une semaine. Mal entouré, il prend de mauvaises décisions, se voit accusé par une partie de la population de l'incendie, et se met à craindre son entourage et les exploits de certains généraux. Sa popularité, excellente jusque là, tombe en flèche, des conspirations naissent et échouent, telle la conjuration de Pison, et les exécutions se multiplient, Néron poussant même Sénèque au suicide,.
Néron ordonne un dernier suicide, celui d'un excellent général, Corbulo, ce qui provoque la rébellion de plusieurs militaires, dont Galba soutenu par Othon. Néron se trouve rapidement sans défense et Galba est proclamé empereur, le Sénat démet Néron de ses fonctions et le déclare « ennemi public ». Ce dernier s'enfuit et se suicide,.
Néron meurt jeune, à peine trente ans, et sans descendance. Aucun membre de la lignée des Julio-Claudiens n'est apte à prendre le pouvoir, et son règne, désastreux, ternit définitivement l'image de sa famille, qui n'est plus bénie et protégée par les dieux. C'est la fin des Julio-Claudiens, et pour la première fois, un problème de succession se pose : « il faut recréer une légitimité ».

### La première année des quatre empereurs (68 à 69)

#### La guerre civile de 68/69
À la mort de Néron, l'Empire connaît une première crise. Des généraux, Galba, Othon et Vitellius sont tour à tour nommés empereurs par leurs troupes puis assassinés en 69.

#### Le premier changement de dynastie
Pendant près de deux ans, la guerre civile affecte tout l'Empire qui vit dans l'incertitude en attendant la prise de pouvoir du plus fort. Durant cette crise, le Sénat, qui a vu son pouvoir décliner sous les derniers Julio-Claudiens, se trouve impuissant. C'est la garde prétorienne et les armées provinciales qui font et défont les empereurs.
Lorsque Vespasien est proclamé empereur, et qu'il met fin au court règne sanglant de Vitellius, la population et le Sénat, las d'une nouvelle guerre civile meurtrière, accepte que ce soit la victoire militaire qui décide de celui qui deviendra empereur entre deux dynasties. C'est considéré comme le signe de capacités militaires et stratégiques importantes et de la protection des Dieux.

### Les Flaviens (69 à 96)

#### Le règne de Vespasien

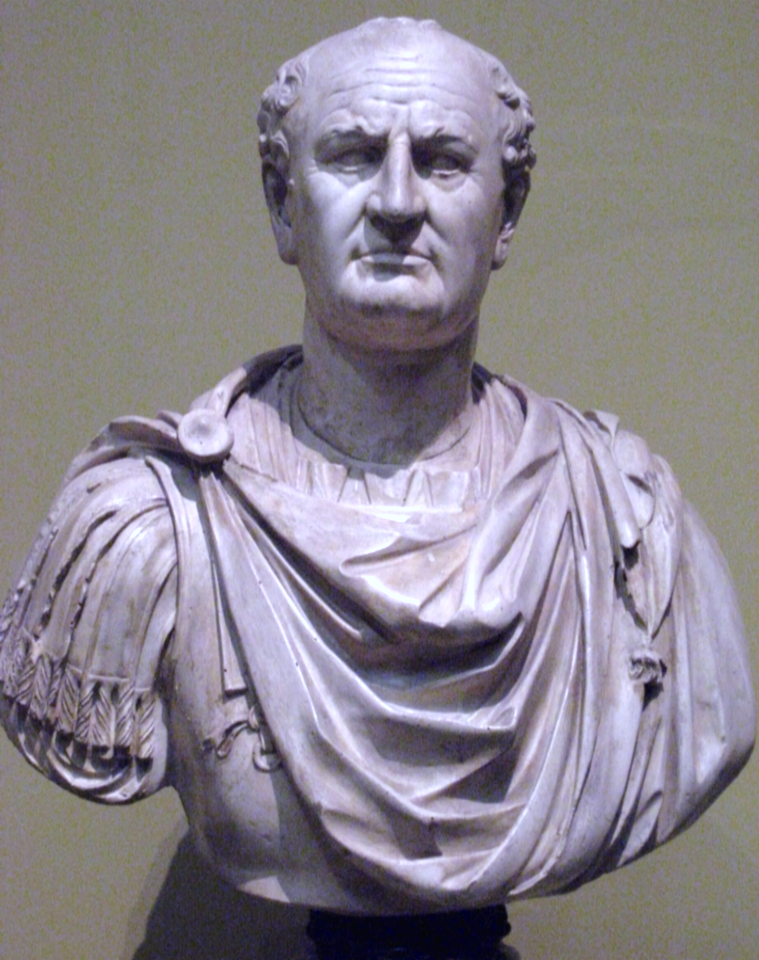
Buste de Vespasien, musée du Louvre, Paris.

C'est finalement le chef de l'armée d'Orient, Vespasien, un Italien, qui devient empereur. Par une loi, il reçoit tous les pouvoirs qu'ont détenus les Julio-Claudiens. Cependant, contrairement à ces derniers, il n'est pas patricien et descend d'une famille de simples notables italiens. Il fonde immédiatement une dynastie, mettant ses deux fils en avant : Titus, qui met fin à la révolte juive que son père combattait avant la guerre civile, et Domitien, présent à Rome lors du règne de Vitellius et qui est salué « César » avant l'arrivée de son père. Ils sont tous deux considérés comme étant protégés des Dieux à l'instar de Vespasien, et la nouvelle famille régnante se légitime, donnant ainsi naissance à la dynastie des Flaviens,.
Il rétablit l'ordre et la paix à Rome ainsi que dans les provinces révoltées. Pour asseoir son pouvoir, l'empereur va s'inspirer du modèle augustéen en reprenant les grands thèmes de son règne ainsi qu'en monopolisant les magistratures supérieures. Cependant, le Sénat reste sceptique concernant ses origines, bien qu'appréciant ses décisions politiques. De plus, la famille impériale règne en maître absolu, bien que faisant preuve de bonne volonté et gouvernant avec sagesse. Une opposition se forme et Vespasien réorganise le Sénat à l'avantage des élites italienne, narbonnaise et hispanique, d'où proviendront d'ailleurs les Antonins.
À l'échelle de l'Empire, il mène une politique entre continuité et innovation. Tout comme ses prédécesseurs, il multiplie les dépenses publiques, notamment le Colisée qu'il entreprend, la reconstruction du Capitole et la création d'un nouveau forum à Rome. Il n'oublie pas les provinces où il prend de très nombreuses décisions. Il ne lésine pas sur l'entretien des frontières et fait bâtir de nouvelles voies romaines.
D'autre part, il recourt à de véritables innovations dans le domaine financier. Les biens de la dynastie julio-claudienne sont versés dans le domaine public, l'empereur ordonne de nombreux cens et cadastre pour lutter contre les fraudes et pour que chacun paie son dû. Le trésor, vidé par le règne de Néron et lors de la guerre civile, accumule à nouveau des fonds.

#### Le règne de Titus
Titus succède à son père sans heurt, tel que c'est prévu, lui qui a joué un grand rôle au côté de Vespasien. Jeune général compétent, il est mis en avant par son père, faisant quasiment office de coempereur, occupant le poste de préfet du prétoire pendant huit années et multipliant les consulats,.
Devenu empereur, de nombreux vices rappelant ceux de Néron, apparus lors de sa préfecture, s’effacent devant « les plus rares vertus ». Ce changement radical dans son comportement est suivi par une série de catastrophes qui vont, en deux ans, mettre en relief le caractère exemplaire de l’empereur. Lors de sa mort prématurée, il est salué comme l'un des meilleurs empereurs que Rome ait connu, bon et respectueux. Pour beaucoup, s'il avait vécu plus longtemps, son règne aurait tourné au « néronisme ».

#### Le règne de Domitien
Le deuxième fils de Vespasien devient alors à son tour empereur, alors que la succession de Titus n'est pas préparée. Il est reconnu sans problème par les prétoriens le soir même du décès de l'empereur, puis le Sénat, qui ne remettent pas en cause le caractère familial de la fonction impériale. Domitien n'a pas été réellement écarté du pouvoir par son père et son frère pendant leurs règnes, mais il n'a pas un rôle majeur, bien qu'il soit membre de tous les collèges religieux et plusieurs fois consul,.
Contrairement à ses deux prédécesseurs, il ne cache pas ses prétentions au despotisme. Au début du règne Domitien se montre libéral et juste. Il est loué pour son sens de la justice, de la religion, et suit de près la politique amorcée par Vespasien, faisant preuve d'une bonne administration de l'Empire.
La conquête de la Bretagne par Agricola se poursuit avec brio et Domitien lance une offensive surprise contre le peuple germain du Rhin le plus puissant à l'époque, les Chattes, qu'il vainc. La présence romaine en Bretagne et en Germanie est sérieusement renforcée. Il abandonne la politique augustéenne des états-clients et préfère l'annexion pure et simple.
Mais très vite la situation se dégrade sur le Danube. Les Daces viennent de s'unir et Domitien intervient en personne avec la garde prétorienne pour les chasser. Finalement, après des revers de généraux romains, Domitien préfère traiter et fait la paix avec le roi dace, Décébale, qui devient un roi client et perçoit des subsides.
Cependant le naturel inquiet de Domitien, sa tendance à voir des complots partout, sa violence et son autoritarisme assombrissent la fin de son règne. Il connaît une opposition inexpiable dès le début de son règne, et se met à dos les sénateurs, pourtant nommés en majorité par son père. Cela le rend impitoyable, lui qui a toujours été écarté du pouvoir réel, ne supporte pas l'opposition, et les procès et les exécutions sommaires se multiplient, à l'instar de la fin de règne de Néron. Il est assassiné en 96 par une conspiration de palais.

### L'Empire à la fin duIersiècle

Extension et géographie de l'Empire romain au début du IIe siècle.

#### Essor et déclin des provinces occidentales
Après la pacification des provinces conquises, les citoyens romains et les soldats ayant fini leur service (véterans) s'installent dans les villes subjuguées et, bénéficiant de plusieurs privilèges en tant que citoyens romains, développent l'agriculture et le commerce. Ainsi commença l'essor économique et culturel dans les provinces occidentales de l'empire

### Les premiers Antonins (96 à 161)
Nerva donne naissance à la dynastie des Antonins. Cinq empereurs remarquables sur six choisissent, de leur vivant leur successeur car ils n'ont pas de fils, toutefois le choix se porte toujours sur de proches parents. Les règnes de Trajan et de son successeur Hadrien correspondent à l'apogée de l'Empire romain.

#### Le règne de Nerva
En septembre 96, c’est un sénateur qui monte sur le trône : Nerva, 65 ans, le princeps senatus, qui a une carrière exemplaire et paraît l'antithèse de Domitien. En dépit de ses réalisations politiques, son règne révèle de nombreuses faiblesses, typiques d’un règne de transition,. La question de la succession demeure alors ouverte mais une guerre civile marquant la fin de la dynastie des Flaviens est évitée, contrairement à la fin de la dynastie julio-claudienne. Nerva, dont le pouvoir est fragilisé par les prétoriens et qui manque de renom militaire, adopte alors solennellement Trajan le 28 octobre 97.

#### Le règne de Trajan
Trajan est le premier empereur romain issu d'une famille établie dans une province, mais celle-ci est en fait originaire d'Italie et s'est installée en Bétique en tant que colons. Il est resté dans l’historiographie comme le « meilleur des empereurs romains » (optimus princeps). Après le règne de Domitien, dont les dernières années sont marquées par les persécutions et les exécutions de sénateurs romains, et la fin de la dynastie des Flaviens, le court règne de Nerva et surtout celui de Trajan marquent le fondement de la dynastie dite des « Antonins ».

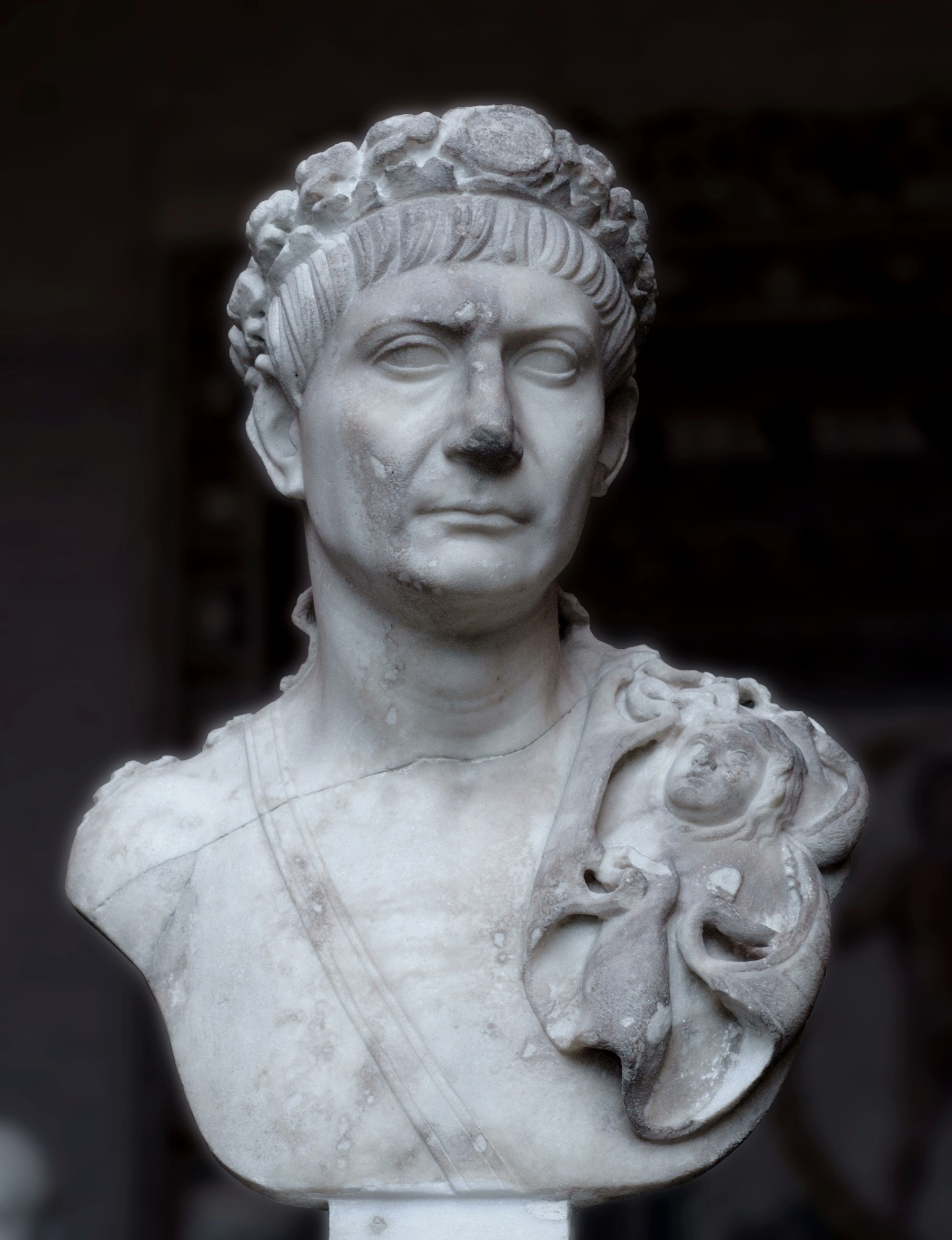
Buste de Trajan portant la couronne civique, une courroie d'épée et l'égide.

On considère généralement que c’est sous son règne que l’Empire romain connaît sa plus grande extension avec les conquêtes éphémères de l’Arménie et de la Mésopotamie et celle plus pérenne de la Dacie ainsi qu'avec l'annexion du royaume nabatéen de Pétra qui donne naissance à la province d'Arabie Pétrée. Sa conquête de la Dacie enrichit considérablement l'Empire, la nouvelle province possédant plusieurs mines de métal de grande valeur. Par contre, sa conquête des territoires parthes reste inachevée et en péril à la suite d'une grande révolte judéo-parthe, et il laisse à sa mort une situation économique peu florissante ainsi que la partie orientale de l’Empire exsangue.
En parallèle de cette politique expansionniste, Trajan mène de grands travaux de construction et engage une politique de mesures sociales d'une ampleur inédite. Il est surtout connu pour son vaste programme de construction publique qui a remodelé la ville de Rome et laissé plusieurs monuments durables tels que les thermes, le forum et les marchés de Trajan ainsi que la colonne Trajane. Il renforce aussi le rôle prépondérant de l’Italie dans l’Empire et la romanisation des provinces.

#### Le règne d'Hadrien

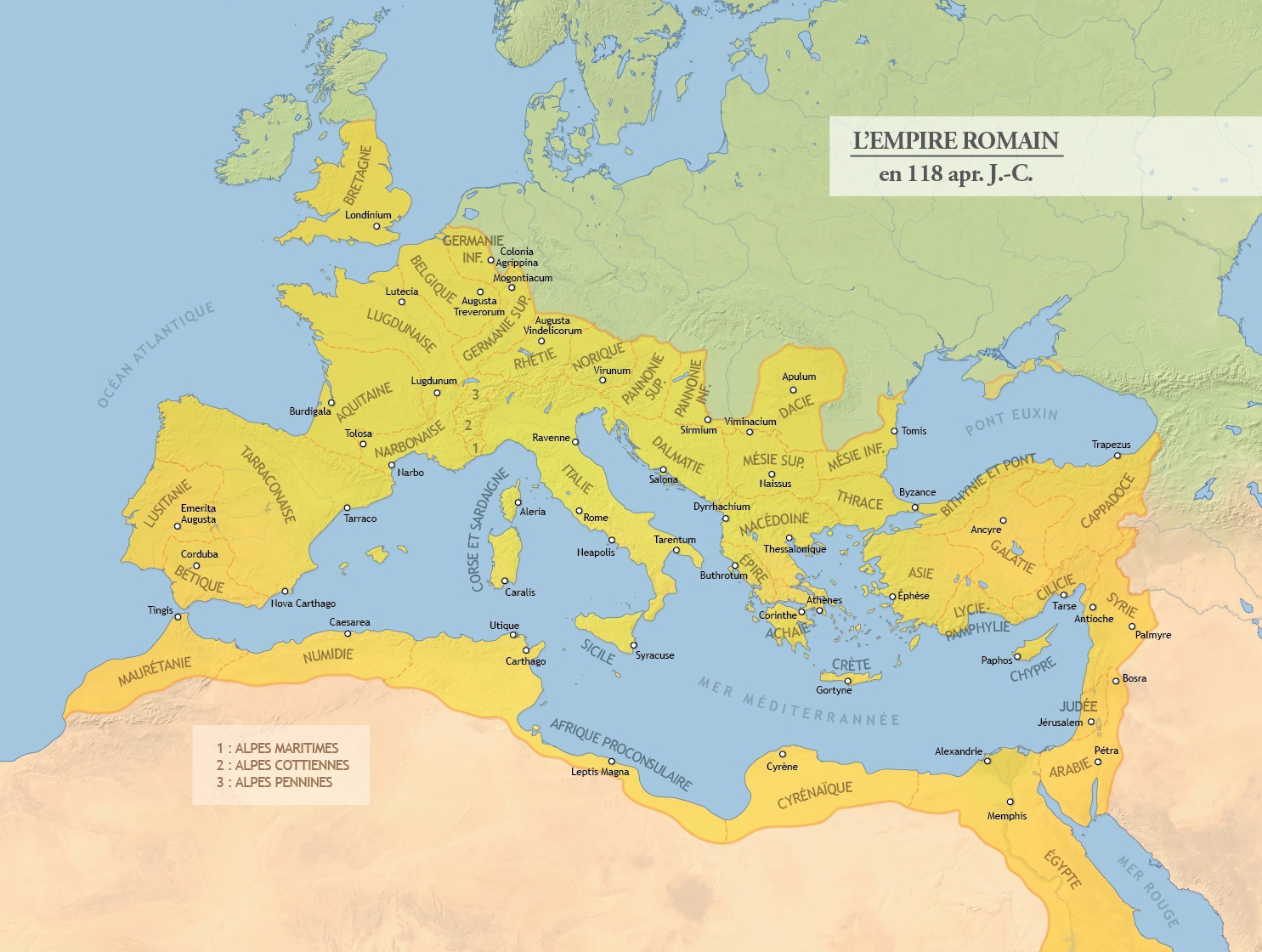
L'Empire romain en l'an 118 sous Hadrien.

L'empereur Hadrien s'attache à mener une politique plus défensive. Sous son règne, dans plusieurs régions frontières, en Afrique et en Bretagne notamment, des fortifications importantes se développent, souvent appelées limes. Par ailleurs Hadrien s'attelle à améliorer le fonctionnement de l'Empire.
Dans la continuité d'un effort commencé par d'autres empereurs, il s'attache à favoriser l'intégration des provinciaux, notamment par la création de colonies honoraires : alors que le terme colonie désignait le plus souvent l'installation de colons romains, il est désormais un titre honorifique concédé à une cité et qui donne la citoyenneté romaine à tous ses habitants.

#### Le règne d'Antonin le Pieux
Le règne d'Antonin le Pieux n'est pas marqué de conquêtes, mais plutôt par une volonté de consolidation de l'état actuel. C'est traditionnellement durant son règne qu'on considère que l'Empire romain est à son apogée, du fait de l'absence de guerre et de révolte majeure en province.
C'est pourtant cette politique défensive et attentiste qui annonce les difficultés financières et militaires de l'Empire romain.

### L'Empire auIIesiècle
Les conquêtes récentes par la dynastie des Julio-Claudiens affaiblissent et éparpillent les légions romaines autour du bassin méditerranéen. Le IIe siècle est donc plus un siècle de consolidation que d'expansion. La dernière grande phase d'expansion se déroule entre 101 et 117, pendant le règne de Trajan, avec l'ajout de la Dacie et celle très éphémère de Mésopotamie à l'Empire[réf. nécessaire].

#### La domination antonine
Les Antonins sont les membres de la famille impériale d'empereurs romains qui ont régné entre 96 et 192 apr. J.-C. Les cinq premiers empereurs Antonins entrent dans l'histoire sous le nom des « Cinq bons empereurs ».

### Les derniers Antonins (161 à 192)

#### Les règnes de Marc-Aurèle et Lucius Verus
Marc Aurèle et Lucius Verus succèdent à Antonin. Le second meurt au bout de 8 ans de règne, après avoir combattu les Parthes. Le premier est connu pour être un empereur-philosophe stoïcien.
Sur le plan intérieur, il accomplit une œuvre législative importante.
Il passe 15 ans sur le front du Danube à lutter contre les Barbares. L'Empire entre en effet dans une période bien moins propice : ses voisins aux frontières semblent plus puissants, l'Empire doit faire face à des difficultés agraires, des famines, à l'épidémie de la peste antonine.

#### Le règne de Commode et la fin des Antonins
Marc Aurèle choisit son fils, Commode comme successeur. L'assassinat de celui-ci, qui s'est comporté en tyran durant une grande partie de son règne, met fin à la dynastie des Antonins.

## L'époque sévérienne et la Crise duIIIesiècle(193-284)

### L'année 193 et les Sévères

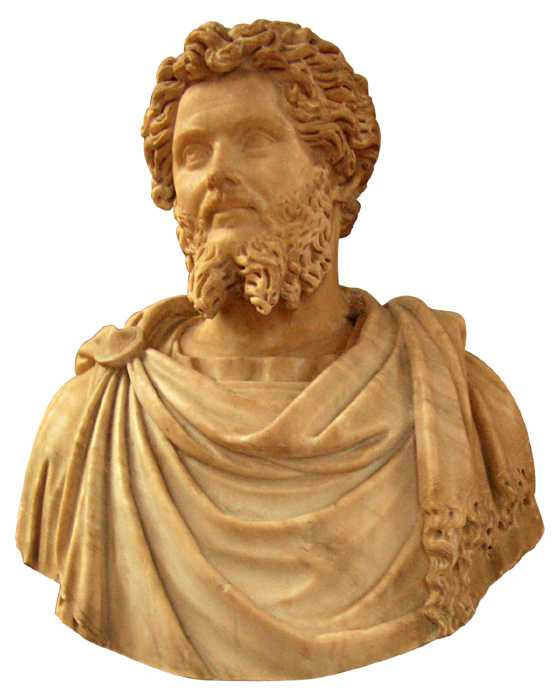
Buste de Septime Sévère, musée du Louvre.

L'assassinat de Commode en décembre 192 ouvre une crise politique comme à la fin de la dynastie des Julio-Claudiens. La garde prétorienne assassine le nouvel empereur Pertinax et porte au pouvoir Didius Julianus.
C'est finalement le général de l'armée du Danube, l'Africain Septime Sévère qui prend le pouvoir. Il comble de bienfaits l'armée dont il augmente les effectifs et renforce le pouvoir impérial. Les prétoriens qui ont fait et défait tant d'empereurs sont recrutées parmi les légions du Danube fidèles à Septime Sévère. Il sauve un temps l'Empire de l'anarchie et entame d'importantes réformes politiques, militaires, économiques et sociales. Le brassage culturel qu'apporte l'Empire s'accroît, les religions venues d'Orient deviennent plus populaires dans l'Empire, en particulier le culte de Mithra parmi les militaires. Cet aspect a parfois été exagéré par les historiens qui ont décrit les Sévères comme une dynastie orientale, jugement considérablement relativisé aujourd'hui.
Il nomme ses deux fils Auguste mais à sa mort, Caracalla s'empresse de tuer son jeune frère Geta. Il est connu pour avoir publié en 212, le célèbre édit qui porte son nom donnant à tous les hommes libres de l'Empire la citoyenneté romaine. Il meurt assassiné sur le front parthe sur ordre du préfet du prétoire Macrin qui ne réussit à prendre sa place que peu de temps. Il nomme son propre fils Diaduménien César puis Auguste en 218, mais sont tous deux assassinés.
Le cousin de Caracalla, Élagabal devient ensuite empereur mais tout occupé au culte du dieu du même nom il laisse le gouvernement à sa grand-mère, Julia Maesa.
Il est tué par les prétoriens et son cousin Sévère Alexandre lui succède pour un règne de 13 ans. Après son assassinat, l'Empire sombre dans une période bien plus troublée, traditionnellement qualifiée d'« anarchie militaire », terme cependant impropre car si le pouvoir impérial est parfois divisé, il n'est jamais absent.

### Origines de la crise
Les historiens s'interrogent encore sur les raisons de la crise profonde que traverse l'Empire romain au IIIe siècle. Certaines causes extérieures à l'Empire peuvent l'expliquer. En Orient, l'Empire parthe déliquescent laisse la place à l'Empire Sassanide dans le second quart du IIIe siècle. Cet empire puissant, bien structuré et agressif fait peser une pression constante sur les provinces d'Asie. Au nord-est de l'Europe, les Germains orientaux qui vivent dans les régions de la mer Baltique entament une lente migration vers le Sud et le Sud-Est européen. Ce faisant, ils chassent les autres tribus qui se trouvent sur les territoires qu'ils traversent. Celles-ci cherchent à trouver refuge dans l'Empire romain en espérant y trouver de nouvelles terres et un riche butin. Leurs incursions mettent en évidence la faiblesse de la stratégie défensive romaine. En effet, les légions sont massées aux frontières et une fois qu'elles sont franchies, les barbares peuvent ravager les provinces sans pratiquement aucune entrave. Le dispositif militaire romain, et l'organisation du pouvoir impérial sont aussi très peu adaptés à une guerre simultanée sur deux fronts, en Orient et sur l'ensemble Rhin-Danube.
Les difficultés internes sont dues à l'éloignement de plus en plus grand des militaires prêts à imposer de lourds sacrifices aux civils pour protéger l'Empire des menaces d'invasions et de la classe possédante qui accepte difficilement l'accroissement de ses charges fiscales. Sur le plan politique, cela se traduit par la montée de l'ordre équestre, titulaire des grandes préfectures et de plus en plus présente dans les provinces comme gouverneur à la place de la classe sénatoriale. De plus à partir de 250, l'Empire romain est touché par des épidémies qui entraînent, au moins régionalement, une dépopulation et une crise économique dont souffrent principalement l'Occident déjà ravagé par les incursions germaniques.
L'état le plus récent de la recherche relativise cependant le caractère général et continu de la crise. Le IIIe siècle est désormais plutôt décrit comme marqué par quelques grandes crises mieux définies du point de vue chronologique : crise politique en 238, deux graves crises dans les années 250 et 260, la période la plus dure pour le pouvoir impérial. Mais l'accent est désormais aussi mis sur la diversité des situations régionales, le maintien d'une prospérité en Afrique, sur l'existence de périodes de redressement ou sur les capacités de relèvement et de résistance, induisant plus une période de mutation qu'une crise et un déclin continus.

### Instabilité impériale
La période comprise entre 235 et 268 est assez mal connue. Seize empereurs se sont succédé, faits et défaits par le sort des armes. Les empereurs sont créés par un nouveau groupe, l'État-major de l'armée. Il choisit le nouvel empereur, qui est ensuite avalisé par le Sénat. Le rang impérial est devenu, aux yeux des militaires, le grade le plus élevé dans la hiérarchie des officiers. Ainsi Maximin Ier le Thrace est le premier militaire de carrière à devenir empereur par la volonté seule de ses soldats. Il déploie une grande énergie pour sécuriser la frontière face aux Daces et aux Sarmates. Il exige de la classe sénatoriale et des provinces de lourds impôts pour faire face aux dépenses militaires. Cette pression fiscale provoque la révolte des grands propriétaires de la province d'Afrique qui portent officieusement à la tête de l'Empire Gordien Ier, lequel associe au pouvoir son fils Gordien II en 238. Rapidement, ceux-ci obtiennent le ralliement de nombreux gouverneurs et de nobles, à l'instar de Timésithée, mais surtout du Sénat. Ils sont battus par le gouverneur, resté loyal à Maximin, de la province voisine de Maurétanie.
Maximin, ayant eu vent de l'appui accordé par le Sénat aux deux Gordiens, est tué devant Aquilée par les troupes de Pupien, choisi avec Balbin comme nouvel Auguste. En portant deux empereurs à la tête de l'État, les sénateurs cherchent à recréer les conditions de la République, où le rôle du Sénat était plus important et sur laquelle régnaient deux consuls aux pouvoirs égaux. En mai-juin 238, Gordien III, le petit-fils de Gordien Ier devient empereur. Alors que l'Empire subit sur ses frontières septentrionales des pressions barbares, l'empereur sassanide du moment attaque entre 238 et 242 et à plusieurs reprises des villes et des camps romains basées en Mésopotamie, en Syrie et en Arménie. En 243, Gordien III, accompagné de son beau-père préfet du prétoire et véritable décisionnaire des affaires de l'empire Timésithée, attaque l'Empire sassanide de Shapur Ier. Il périt des suites de ses blessures après la défaite de l'armée romaine marchant sur Ctesiphon. Timésithée étant lui aussi mort (de maladie), il est remplacé par Philippe l'Arabe qui remplace ensuite Gordien à la tête de l'empire. Contrairement aux dires de certains historiens, la thèse de l'assassinat de Gordien par Philippe (celui-ci ayant remplacé le préfet du prétoire puis l'empereur, tous deux morts à peu de temps d'intervalle) est aujourd'hui le plus souvent écartée.
Philippe doit éliminer plusieurs concurrents avant d'être tué en affrontant Dèce. Dèce est le premier empereur tué par des barbares, lors de la lourde défaite d'Abrittus face aux Goths en 251. Trébonien Galle et Émilien se succèdent à un rythme rapproché. Ce dernier ne règne que quatre-vingt-huit jours. La légitimité impériale qui reposait sur la victoire est soumise à rude épreuve : la crise militaire encourage les usurpations : les armées cherchant un général efficace et les régions menacées désirant un empereur proche pour les protéger.
Valérien règne associé à son fils Gallien. Celui-ci est le dernier aristocrate à parvenir à l'Empire. Ils doivent faire face aux incursions des Alamans et des Francs en Gaule et à l'offensive du souverain sassanide Sapor en Syrie. En 260, Valérien est même fait prisonnier par les Perses et finit ses jours comme esclave en Iran. Gallien, resté seul empereur, parvient à stopper une invasion des Alamans en les battant en Italie du Nord. Il abandonne la Dacie conquise par Trajan qui est devenue trop difficile à défendre et fixe la frontière de l'Empire sur le Danube. Mais il doit faire face à de nombreuses usurpations, celle de Macrien et de Quiétus en Orient, de Régalien en Pannonie et de Postume en Gaule qui proclame l'Empire des Gaules.
Les successeurs de Gallien sont tous des militaires à qui l'armée a donné une grande rigueur et la foi en l'éternité de l'Empire romain. L'Empire est devenu militaire. À partir de réformes entamées sous Gallien — exclusion des sénateurs du commandement militaire — les empereurs illyriens font face à la crise et réorganisent la défense de l'Empire. Aurélien réunifie l'Empire en mettant un terme aux sécessions palmyrénienne et gauloise et fortifie Rome.

### Transformations après 260
Gallien (253-268) entame une mutation profonde de la stratégie militaire. Il répartit plus en profondeur les moyens de défense, en plaçant des détachements (vexillationes) des légions frontalières à l'intérieur du territoire romain — à Milan ou Aquilée en Italie, ou Sirmium ou Siscia en Illyrie. Il constitue une importante cavalerie, techniquement différente de la cavalerie légionnaire, qu'il place sous le commandement autonome d'un magister equitum. Il exclut les sénateurs, souvent incompétents, des emplois militaires et les remplace par des chevaliers, issus de la troupe. Il fait entrer dans l'armée des barbares vaincus amorçant par là même la « barbarisation » de l'armée. L'armée absorbe une part toujours plus grande des ressources de l'État. Un impôt spécial, l'annone militaire, est prélevé pour son entretien.

L'Empire divisé autour de 271 : Empire des Gaules et Empire de Palmyre.

Les fonctions de général en chef et de chef de guerre victorieux que tient traditionnellement l'empereur sont renforcées dans ces périodes de guerres incessantes, et la fonction impériale devient progressivement le sommet de la carrière militaire. À côté des qualificatifs habituels comme felix (« chanceux, heureux »), on associe de plus en plus le terme invictus (« invaincu »). La victoire et l'armée deviennent la source de la légitimité des empereurs. Les empereurs essaient cependant de trouver une légitimité plus grande en s'appuyant sur la religion. Aurélien place ainsi l'Empire sous la protection de Sol Invictus (« le Soleil invaincu »), dont il tire son pouvoir, et il se fait appeler sur ses monnaies deus et dominus (« dieu et seigneur »).
Les difficultés du IIIe siècle donnent à penser aux Romains qu'ils ont été abandonnés par les dieux et il s'ensuit une période où les citoyens refusant de participer aux cultes publics, comme les chrétiens et les Juifs, sont persécutés. Dèce, à partir de 250 puis Valérien renouvellent l'obligation de sacrifices, ce qui entraine des persécutions envers les réfractaires. En 260, son fils Gallien publie un édit de tolérance maintenu par ses successeurs pendant quarante ans.
L'opposition entre la nobilitas et l'homme nouveau est plus vivace que jamais. L'Empire passe entre les mains de familles n'ayant jamais exercé la fonction impériale. Les empereurs novi laissent à leur famille la noblesse en héritage. Les honestiores des provinces d'Occident et les dirigeants des peuples barbares voisins, acquièrent eux aussi la nobilitas qui les incorpore aux couches les plus élevées. En ce qui concerne la noblesse romaine, elle garde un immense prestige social mais perd presque toute son autorité politique.

## L'Antiquité tardive (284 à 476)
La période dite du « Bas-Empire » ou de « l'Antiquité tardive » couvre près de deux siècles (de 284 à 476 en ce qui concerne la Rome antique). C'est une période complexe où l'Empire est profondément réformé et transformé devant les périls intérieurs et extérieurs qui le menacent, au prix d'une mobilisation toujours plus importante et lourde de la société. Dans le même temps, le christianisme, d'abord persécuté, est progressivement accepté, encouragé, avant de devenir, en 380, la religion officielle et unique du monde romain (par l'édit de Thessalonique).

### Dioclétien et l'expérience tétrarchique (284 à 306)

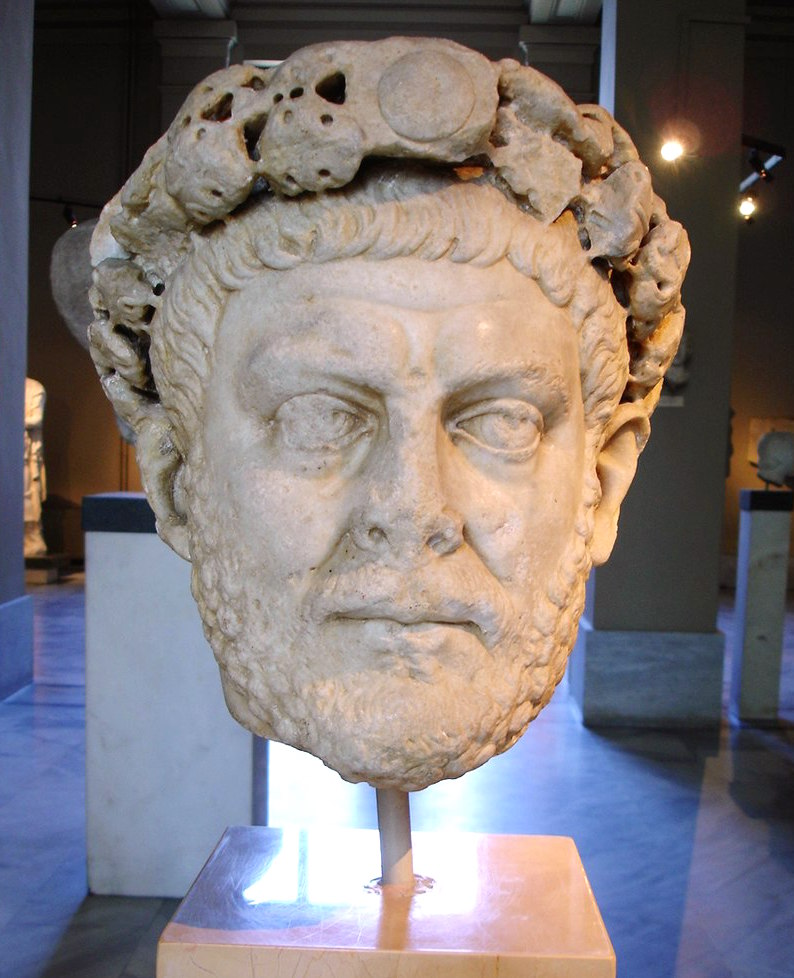
Dioclétien, musée d'Istanbul.

« Tétrarchie » est le nom donné au régime politique construit petit à petit par Dioclétien, qui a consisté dans les faits pour l'empereur à se choisir des collègues (un auguste et un césar par auguste) pour l'aider à assurer la défense et l'administration d'un empire immense, attaqué de toutes parts, auquel un seul homme ne peut suffire. Ainsi, l'autorité, « loin d'être divisée en quatre, […] est multipliée par quatre ». D'autres réformes, administratives, militaires et fiscales en particulier, ont été entreprises durant cette période, qui cherchent à mettre fin aux problèmes issus de la Crise du IIIe siècle.

#### Création du système tétrarchique
Le 20 novembre 284, Dioclétien, suivant l'habitude de l'époque, est proclamé auguste par une des armées régionales, celle d'Orient, à Nicomédie, après qu'il a tué l'assassin de l'empereur Numérien. L'empereur légitime, Carin, refuse de le reconnaître, et l'affronte sur la Morava. Il gagne la bataille, mais est assassiné peu après, et Dioclétien devient ainsi le seul empereur du monde romain.
L'époque est alors troublée : l'usurpateur Carausius gouverne la Bretagne, la Gaule est en proie à la révolte des Bagaudes, les frontières du Rhin et du Danube sont menacées par les barbares, les Perses suscitent des troubles en Orient et l'Égypte est très agitée. Quelques mois après son arrivée au pouvoir, Dioclétien comprend qu'il ne peut diriger seul l'Empire et confie à Maximien le soin de s'occuper de la Gaule et de la Germanie en tant que césar puis, l'année suivante, d'auguste. C'est alors le système dit de la « dyarchie ».
En 293, devant l'échec face à Carausius, Dioclétien renforce la division des tâches : il donne à Maximien un adjoint qui porte le titre de césar, Constance Chlore et s'en choisit lui-même un, Galère. C'est ainsi que les besoins de l'Empire donnent par hasard naissance à la « Tétrarchie », c'est-à-dire « le pouvoir à quatre ». Il n'y a pas de partage territorial de l'Empire romain — il y a toujours une préfecture du prétoire par exemple, « ce qui est décisif » —, mais les quatre hommes se répartissent le commandement des troupes et les secteurs dans lesquels ils interviennent.
Dioclétien reste cependant au sommet. Il domine par sa personnalité ses collègues, il est le plus ancien des augustes et il est qualifié de Jovius, « Jovien », c'est-à-dire « descendant de Jupiter », ce qui lui confère une primauté religieuse. Il faut également se souvenir que c'est Dioclétien qui a choisi ses collègues, présentés par lui à l'armée — et leur dies imperii (jour anniversaire de leur arrivée au pouvoir) est le jour de leur désignation.

#### Le rétablissement de la sécurité aux frontières

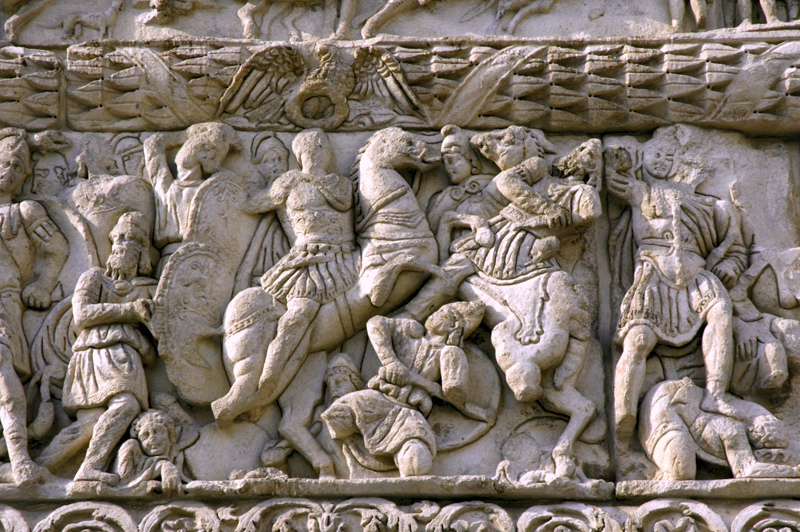
Galère combattant Narseh, détail de l'arc de Galère à Thessalonique, fin du IIIe siècle.

Grâce à la collaboration de ces quatre hommes, la défense de l'Empire est assurée avec efficacité. Les Bagaudes sont vaincus en 285 ou 286, Allectus, successeur de Carausius, est vaincu en 296 par Constance Chlore, les peuplades germaniques vaincues également (soumission du roi des Francs, Gennobaud, victoire sur les Alamans à Vindonissa vers 297). En Afrique, Maximien Hercule rétablit le calme et la sécurité en 296 et 297, et il fortifie la frontière, abandonnant peut-être certaines portions du territoire romain, en Maurétanie Tingitane notamment. En 290-294, depuis Sirmium, Dioclétien défend le Danube, contre les Iazyges notamment, et construit de nouveaux forts pour solidifier la frontière. En 297, Galère mène une importante campagne contre les Carpes et les Bastarnes sur le Bas-Danube, et les vainc, rétablissant la tranquillité dans la région pour une dizaine d'années.
En Égypte, province en proie à une grande agitation intérieure renforcée par une réforme fiscale sévère en 287, Dioclétien combat l'usurpateur Domitius Domitianus en 297-298. Il fortifie ensuite le pays contre les Blemmyes, renforce les garnisons pour garantir la paix civile et réforme l'administration provinciale (division en trois provinces, nomination de commandants militaires distincts des gouverneurs civils),.
À l'automne 296 ou en 297, la guerre contre les Perses reprend à l'initiative du roi Narseh. En 297, Galère, accouru du Bas-Danube, est vaincu en Mésopotamie durant le printemps. Quelques mois plus tard, une campagne bien mieux préparée permet au césar de remporter une victoire sur l'Araxe contre Narseh, de prendre Nisibe et de pousser jusqu'à Ctésiphon. La paix est signée avec les Sassanides en 298 à Nisibe, en présence de Dioclétien : le roi d'Arménie Tiridate, favorable aux Romains, est reconnu par les Perses, des territoires au-delà du Tigre sont annexés et placés sous l'autorité de satrapes arméniens, la frontière plus au sud revient à celle de Septime Sévère. La frontière en Syrie est consolidée par la construction de la Strata diocletiana,.
Le régime tétrarchique a ainsi montré son efficacité — il a rétabli l'ordre aux frontières, compromis depuis un demi-siècle — et sa souplesse — les augustes n'hésitant pas à prendre en charge le ressort territorial des césars si nécessaire. Les tétrarques exaltent alors la tranquillitas, la « tranquillité » retrouvée dans leur propagande.
À partir de l'année 298, la paix est assurée aux frontières, et Dioclétien se concentre alors sur les réformes intérieures. Elles portent principalement sur l'organisation administrative de l'Empire, sur l'armée et sur la fiscalité.

#### Les réformes administratives et fiscales

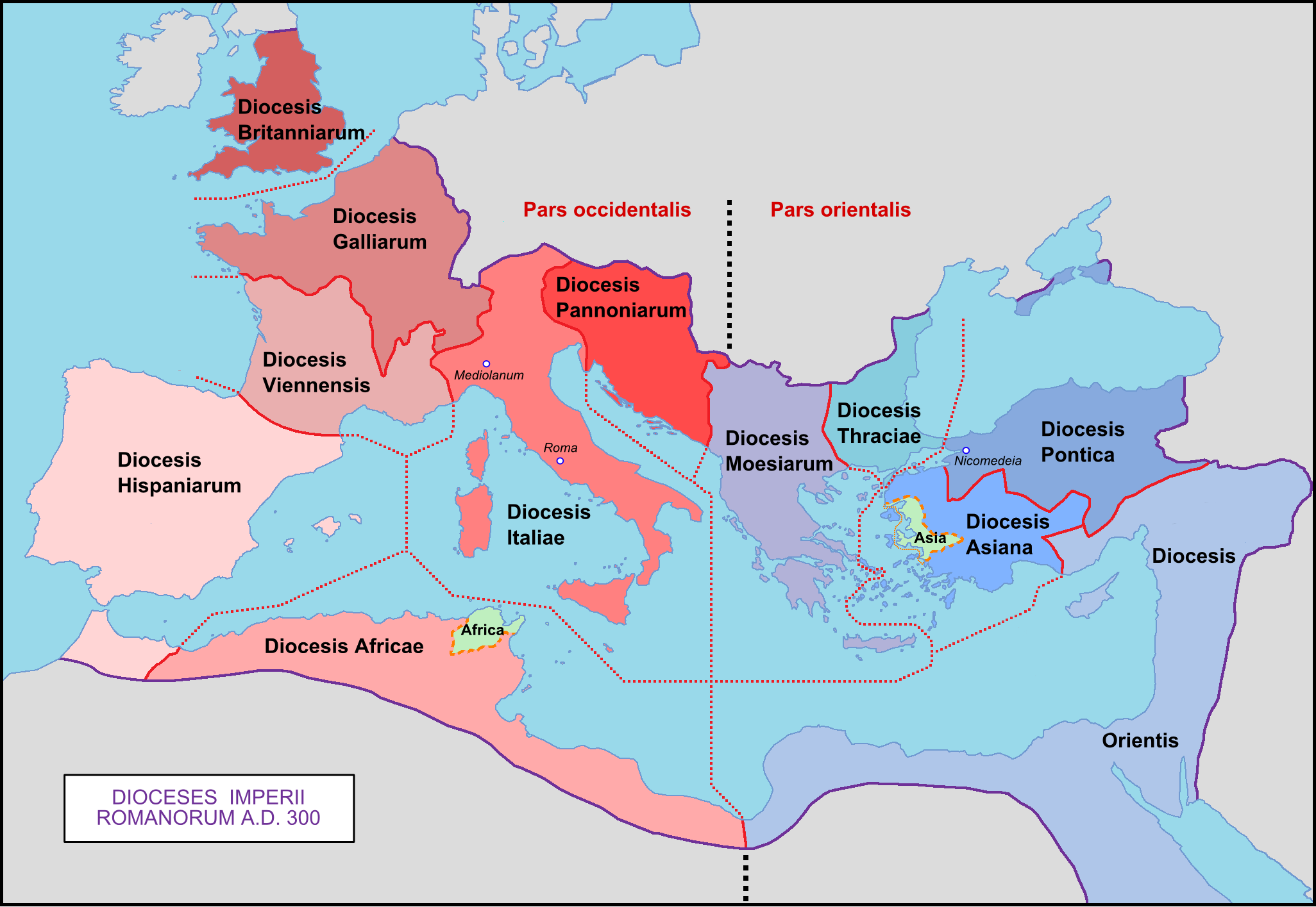
Les diocèses de l'Empire en 300 et les préfectures prétoriennes en 395.

Sur le plan administratif, Dioclétien multiplie les provinces pour rapprocher le gouverneur des cités, renforcer le contrôle sur ces dernières et affaiblir les gouverneurs — on passe ainsi d'une quarantaine de provinces en 284 à une centaine en 305. Il compense cela par une nouvelle circonscription administrative, le « diocèse », qui est regroupement de provinces, à la tête desquels il place un vicaire.
Il accentue également (mais ne systématise pas) la séparation entre les pouvoirs militaires et civils, déjà entamée durant la Crise du IIIe siècle. Les gouverneurs sont ainsi dépouillés le plus souvent du commandement des troupes stationnées dans leur province — ce qui a aussi pour but de rendre les sécessions plus difficiles à mener. Tous les chefs militaires, gouverneurs et vicaires sont nommés par l'empereur, et souvent pris dans l'ordre équestre, dont les membres doivent leurs privilèges à l'empereur. Les troupes les aguerries — c'est-à-dire les légions — sont placées sous le commandement d'un duc (dux), indépendant du pouvoir civil, et dont la zone d'action s'étend bien souvent à plusieurs provinces.
L'institution des vicaires (responsables des diocèses) permet d'affaiblir également les préfets du prétoire, qu'ils remplacent dans leur zone géographique.
Sur le plan fiscal, remettant en ordre un système éprouvé par l'anarchie militaire, et désirant procurer de nouvelle ressources à l'État, Dioclétien dès 287 réforme les impôts en créant la « capitation » (capitatio), dont le fonctionnement est complexe et encore débattu aujourd'hui. Il met également en place un nouveau système de recrutement pour l'armée, original, qui assimile la fourniture d'une recrue à un impôt. Le principe est de fournir soit une ou plusieurs recrues (c'est la praebitio tironicum) selon le taux d'imposition, soit payer une somme en espèce (l'aurum tironicum) qui permet à l'État d'acheter des recrues,.
Pour lutter contre l'inflation enfin, Dioclétien en 301 promulgue « l'édit des prix », ou « édit du Maximum ». Cette mesure de limitation des prix est toutefois un échec.

#### L'affermissement de la défense de l'Empire

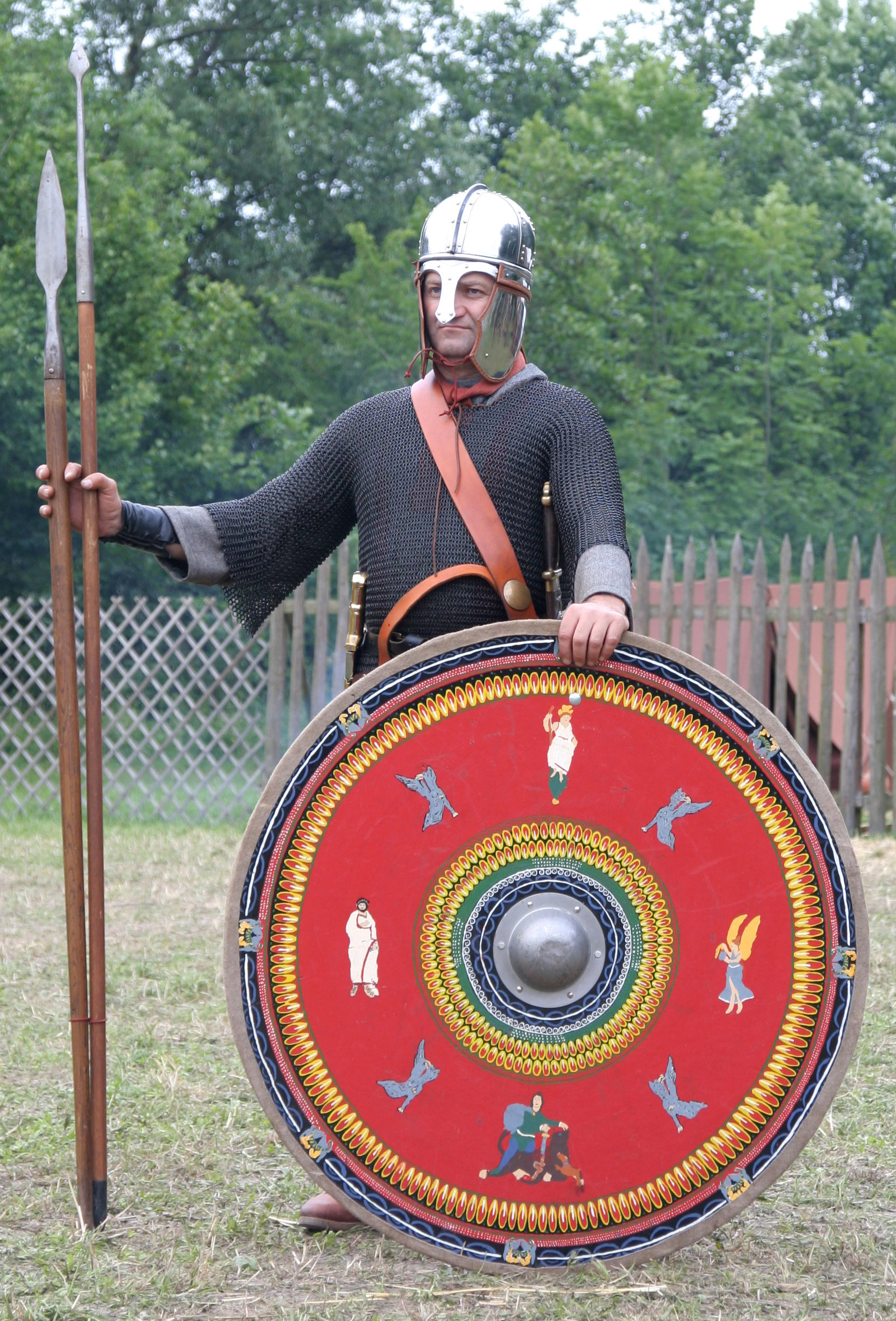
Un soldat du IIIe siècle durant une reconstitution.

Sur le plan militaire, Dioclétien revient à la stratégie du Haut-Empire de la défense aux frontières : les troupes sont positionnées en un « cordon frontalier ». L'instauration de la Tétrarchie, avec ses quatre dirigeants, permet une décentralisation du commandement. Philippe Richardot souligne que l'on affaire ici à « stratégie de riposte immédiate. […] l'objectif de Dioclétien est d'arrêter l'ennemi aux frontières et non pas à l'intérieur du territoire romain ».
La période tétrarchique est marquée par un grand nombre de constructions militaires dans tout l'Empire : la frontière un peu partout est renforcée par de nouveaux forts, des tours et des routes en rocades — telle la Strata diocletiana en Syrie.
Pour certains historiens, comme Paul Petit, Dioclétien constitue auprès de chaque tétrarque une petite force d'accompagnement (comitatus), sans commune mesure avec la réserve qu'avait créée Gallien, pour d'autres, à l'instar de René Rémondon, une telle armée de campagne n'a été réunie qu'exceptionnellement, pour des opérations militaires précises. Quoi qu'il en soit, cette force d'accompagnement des empereurs est faite avec les prétoriens renforcés par des détachements (vexillationes) des troupes frontalières, et elle est appelée comitatus. Ces armées d'accompagnement sont placées sous le commandement direct des tétrarques et sont en fait des « gardes impériales élargies ».
La plupart des historiens (Theodor Mommsen, A. H. M. Jones, André Piganiol notamment) penchent pour une augmentation des effectifs sous Dioclétien. D'autres, comme Jean-Michel Carrié, remettent en cause cette idée, héritée de Lactance notamment, et lui préfère une constante augmentation durant tout le IIIe siècle, stabilisée durant la Tétrarchie. Il est en revanche certain que le nombre de légions est augmenté (de 39 à 53) et que la taille des légions, qui comptaient entre 5 000 et 6 000 hommes durant les périodes précédentes, est diminuée aux alentours d'un millier de soldats.

#### Une nouvelle idéologie du pouvoir
Dès 287 sont attestées les appellations de « Jovien » (Jovius, de Jupiter) et de « Herculéen » (Herculius, et d'Hercule), qui font de Dioclétien et de Maximien les descendants des deux dieux, mais, à la différence de certains prédécesseurs, les tétrarques ne sont pas des dieux mais ils sont « engendrés par les dieux » quand ils accèdent au trône impérial. Ils ne deviennent fils de dieux et ne sont inspirés par la grâce divine qu'à partir du jour de leur investiture (le dies natalis), et perdent cette filiation après leur abdication : la présence divine est attachée à leur fonction, non à leur personne.
La filiation divine est renforcée par la sacralisation de l'empereur dans la vie de tous les jours. Celui-ci porte un diadème orné de pierres précieuses qui symbolise son pouvoir, et baiser le bas du grand manteau pourpre qui couvre l'empereur (rite de l'adoratio) est un honneur pour ses sujets. Le rituel de la cour se raidit, il souligne la « surhumanité » de l'empereur.
Le vocabulaire change également : la titulature impériale s'enrichit, à côté des mentions habituelles, d'une « terminologie adulatrice et emphatique » à partir d'Aurélien. L'appellation de dominus noster (« notre maître ») fait son apparition, l'empereur est dit victor ac triumphator (« victorieux et triomphant »).
Il ne faut pas pour autant voir Dioclétien comme un homme bouleversant la mentalité romaine. À bien des égards, il est plus romain que certains de ces prédécesseurs : le dieu Sol Invictus est abandonné pour un retour à la divinité tutélaire traditionnelle de Rome, Jupiter, les empereurs ne sont pas divinisés, mais inspirés par les dieux, le latin est imposé dans les provinces d'Orient… Pour Roger Rémondon, « les innovations de Dioclétien ne sont souvent que des méthodes révolutionnaires de conservation ».

#### La deuxième Tétrarchie
Le 20 novembre 303, pour la célébration des vingt ans de règne (vicennalia) du premier auguste, Dioclétien, le collège impérial tout entier se réunit — pour la seule fois de son histoire — et se rend à Rome. Galère est rappelé sur le Danube, mais les quatre hommes ont eu le temps de se concerter en Italie du Nord. C'est peut-être à cette occasion que Dioclétien fait promettre à Maximien d'abdiquer conjointement avec lui en 305, après avoir accompli ses propres vingt ans de règne.
Cette hypothèse est contestée, mais il demeure qu'en 305, les deux augustes abdiquent le même jour (1er mai 305) pour laisser la place à leurs Césars, Galère (Orient) et Constance Chlore (Occident), qui deviennent à leur tour augustes. Constance est le primus Augustus, le « premier auguste ».
Les raisons profondes qui ont conduit les empereurs à abdiquer sont inconnues. On a émis de nombreuses hypothèses, religieuses ou pratiques, dont l'une est de vouloir éviter des successions « à chaud », après le décès d'un des augustes. Dioclétien écarte ainsi de la succession les fils naturels de ses césars, Constantin — fils de Constance Chlore — et Maxence — fils de Maximien. Le principe de l'hérédité, qui conserve toujours les faveurs des armées, est donc balayé.
Les deux nouveaux césars sont Sévère en Occident et Maximin II Daïa en Orient, tous deux amis de Galère. Le territoire impérial semble à cette occasion divisé d'une manière plus arrêtée.

### Les guerres civiles du début duIVesiècle(306 à 324)

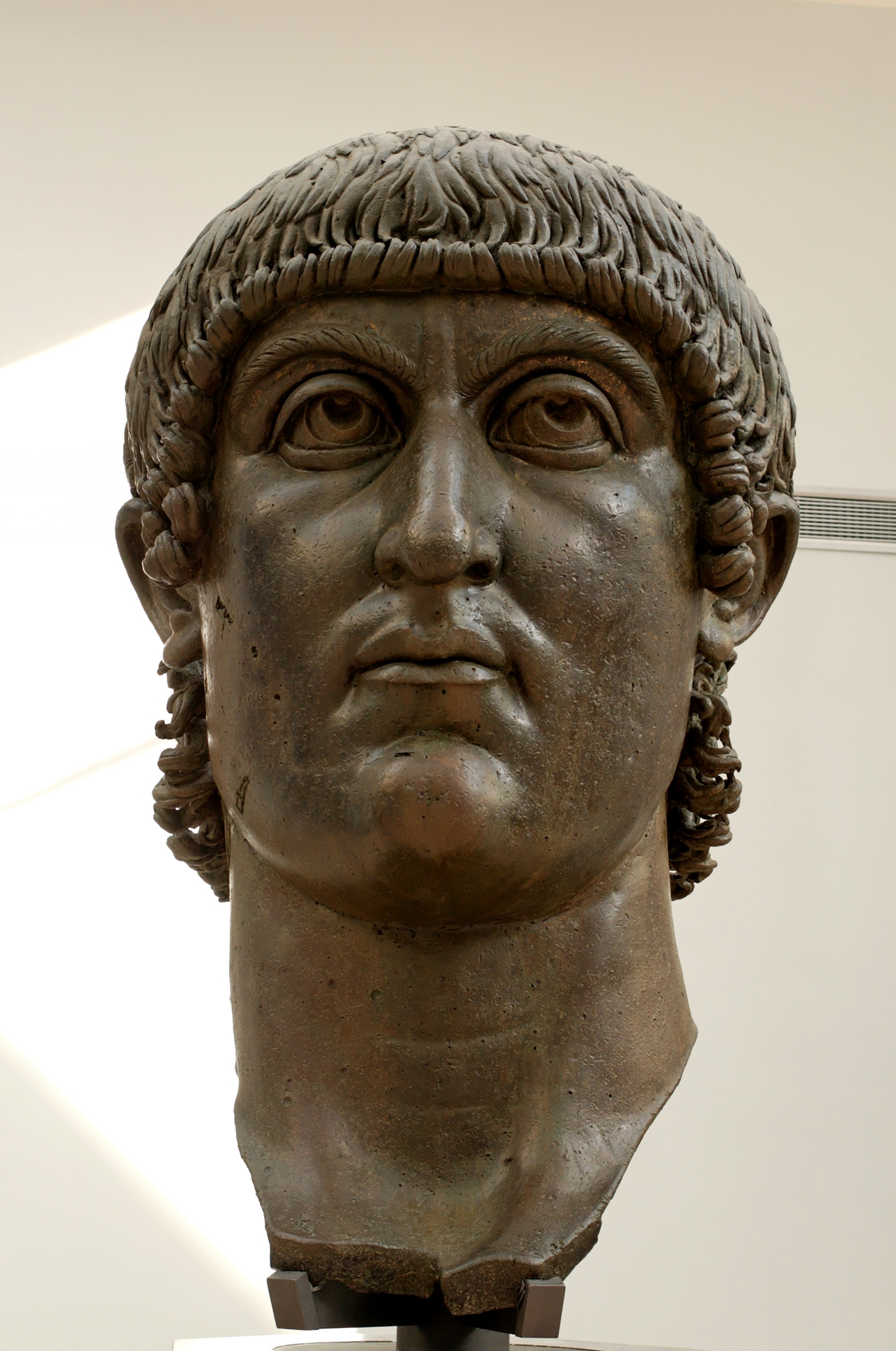
Constantin Ier (empereur romain), bronze du IVe siècle, musée du Capitole.

Après l'abdication des deux augustes le 1er mai 305, le régime fonctionne bien jusqu'au 25 juillet 306, jusqu'à ce que meure Constance Chlore, et que soit proclamé empereur par ses troupes son fils, Constantin, le futur Constantin Ier. La crise ouverte à cette date dure près de vingt ans, et ne prend fin qu'avec la réunion de tout l'Empire sous le pouvoir de Constantin.

#### L'échec de la deuxième Tétrarchie
Les causes de l'échec de la deuxième Tétrarchie sont multiples. La rivalité entre Galère et Constance Chlore en est une, la déception des fils naturels des anciens césars en est une autre. Roger Rémondon analyse également la faillite du système dioclétianien par l'incompatibilité des deux règles sur lesquels il était fixé : la cooptation, choix arbitraire et humain qui désigne les successeurs — et même les empereurs : Licinius en 308, qui est d'emblée coopté comme auguste —, et l'automaticité de la succession — les césars deviennent automatiquement augustes, et le plus ancien devient le primus Augustus, « premier auguste ». « Or Dioclétien fait reposer cette automaticité sur la cooptation ». Le mode de transmission du pouvoir ne saurait donc être stable.
De même, le pouvoir impérial, légitimé par la religion (la filiation divine des augustes), s'en trouve paradoxalement affaibli : sa légitimité ne demeure que tant qu'on croit aux dieux sur lesquels elle repose. Dans le même ordre d'idées, l'inspiration divine revendiquée par les augustes, indépendante de leur personne, attachée à leur fonction, signifie qu'il suffit de s'emparer du pouvoir pour s'en trouver pourvu ; Dioclétien n'a pas défini rigoureusement les conditions d'accès à cette filiation / inspiration divine.
Ainsi, l'équilibre précaire établi en 305 lors de l'avènement de la deuxième Tétrarchie est compromis par un événement imprévu dès 306 : le 25 juillet 306, Constance Chlore meurt à Eburacum (York). Le même jour, les soldats présents sur place, sans doute soudoyés par Constantin (fils du défunt), proclament ce dernier empereur. C'est le retour du principe héréditaire et du choix des armées, comme durant l'Anarchie militaire. Galère, hostile à cette usurpation, s'y résout car il est trop loin pour la combattre : il élève Sévère au rang d'auguste, et lui adjoint Constantin pour césar.

#### Les guerres civiles tétrarchiques (306-313)

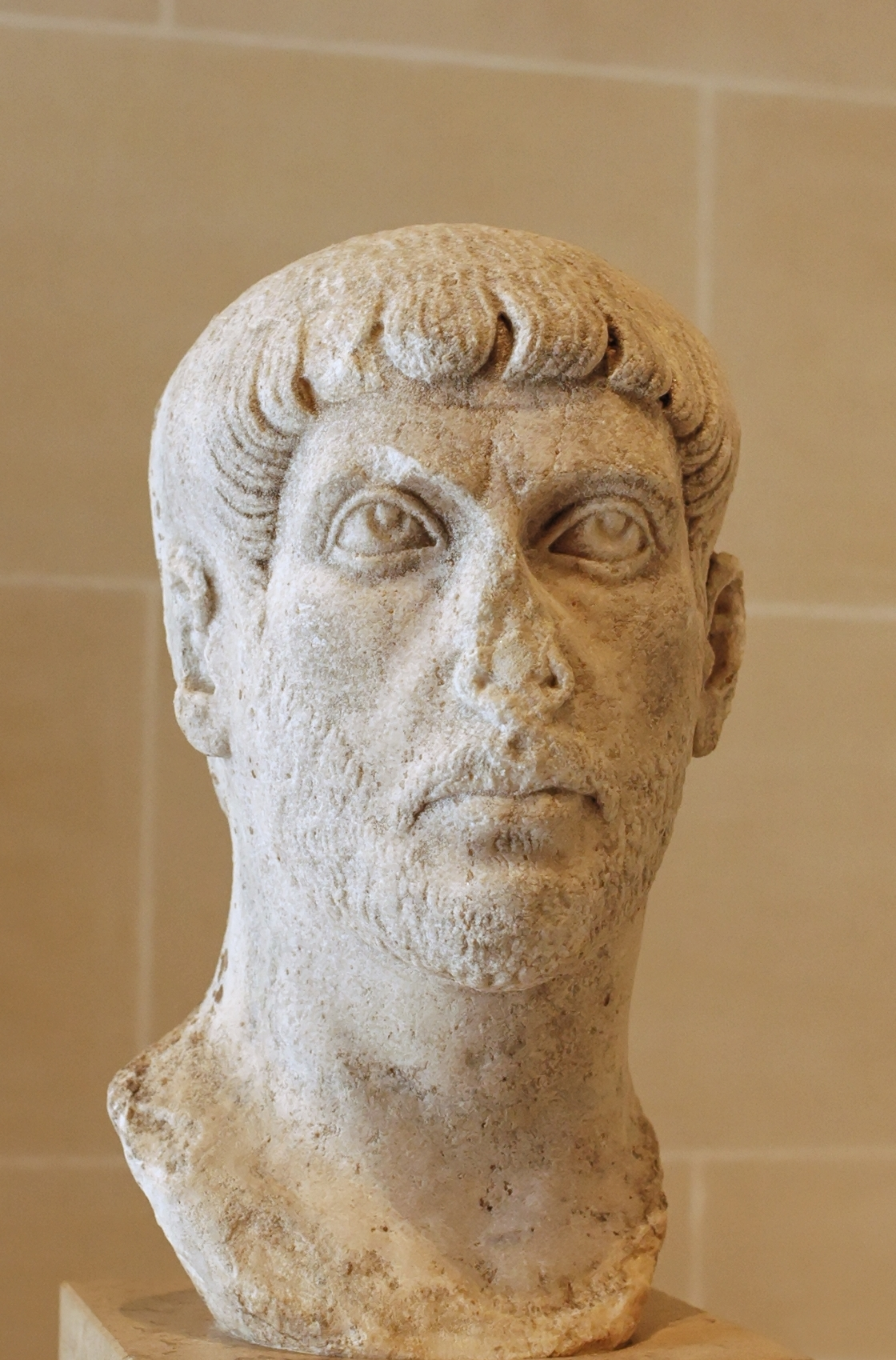
Buste de Maxence, première moitié du IVe siècle (Musée du Louvre).

Maxence, fils de l'ancien auguste Maximien, jaloux de la réussite de Constantin, prend le pouvoir à Rome le 26 octobre 306 grâce à l'appui des prétoriens et de la plèbe mécontente des impôts, en tant que princeps seulement. Son père Maximien revient à ses côtés et reprend son titre d'auguste. L'empereur légitime, Sévère, envoyé contre les usurpateurs par Galère, est tué par ses soldats — qui avaient servi sous Maximien — en septembre 307. Galère marche à son tour contre les rebelles mais, craignant de connaître le même sort, fait machine arrière.
La même année (307), Maximien se fait reconnaître auguste par Constantin, et son fils Maxence se proclame auguste également. La Tétrarchie est ruinée : le pouvoir est partagé entre quatre augustes (Galère, Constantin, Maximien et Maxence) et un césar (Maximin Daïa).
En 308 le vicaire d'Afrique, Domitius Alexander, se révolte contre Maxence, mettant en péril le ravitaillement de l'Italie. Pour résoudre cette situation, Galère fait appel à Dioclétien. Celui-ci prend le consulat et réunit à Carnuntum en novembre 308 Maximien et Galère.
Il force alors Maximien à se retirer une seconde fois, et reconstitue une tétrarchie : en Orient, Galère reste auguste avec Maximin II Daïa pour césar ; en Occident, Constantin est reconnu césar, et un nouvel auguste est envoyé, Licinius. C'est, pour reprendre Paul Petit, « un replâtrage hasardeux » : le principe d'hérédité n'est pas démenti puisque Constantin reste césar, et Licinius devient auguste sans passer par le césarat, ce qui contrevient à la théorie. De plus, deux usurpateurs sont exclus de ces négociations : Maxence continue de gouverner l'Italie, et Domitius Alexander l'Afrique.
Les deux césars protestent alors d'être maintenus dans des rôles subalternes. En 310, Galère cède et les reconnaît comme augustes — Maximin s'étant déjà fait proclamer empereur par ses troupes auparavant. Ainsi, en 310, l'Empire compte sept augustes (car Maximien a repris une fois de plus son titre).
Les événements suivants simplifient la situation : en janvier 310, Maximien, assiégé dans Marseille par Constantin, est contraint au suicide. En 311, Domitius Alexander est battu par le préfet du prétoire de Maxence, Volusianus, et tué. La même année, Galère meurt, le 5 mai. Son décès rétablit un pouvoir à quatre : sont augustes en Occident Constantin et Maxence ; en Orient, Maximin II Daïa et Licinius.
Après s'être assuré de la neutralité de Licinius, Constantin franchit les Alpes en 312, et défait Maxence à la bataille du pont Milvius le 28 octobre 312. Il entre ensuite triomphalement à Rome. En février ou mars 313, Constantin rencontre Licinius à Milan ; les deux hommes s'accordent sur une politique tolérante vis-à-vis des chrétiens, qu'ils précisent dans une lettre à leur fonctionnaire (dite « édit de Milan »). Dans les faits, ils reprennent les dispositions de l'édit de tolérance de Galère, promulgué en avril 311, peu avant sa mort, tout en supprimant ce qui en diminuait la portée. Le 30 avril 313, Licinius vainc Maximin près de Périnthe, en Thrace. L'Empire est donc maintenant dominé par deux augustes seulement.

#### Les guerres constantiniennes (313-324)
Après deux années d'intrigue, la guerre entre les deux rivaux éclate, en 316. Licinius est vaincu à Cibalae en Pannonie puis en Thrace, mais il coupe les arrières de Constantin. Les deux empereurs font alors la paix. Constantin obtient les diocèses des Pannonies et de Macédoine, et les deux hommes élèvent au rang de césar leurs fils respectifs.
Les deux hommes se préparent alors longuement à l'affrontement suivant, réunissant des forces terrestres et navales importantes — Paul Petit parle de 150 à 170 000 soldats. La guerre finale éclate en 324, à l'instigation de Constantin. Licinius est battu près d'Andrinople, sa flotte détruite par le fils de Constantin, Crispus, et Byzance assiégée. En septembre 324, Licinius, passé en Asie, est vaincu définitivement à Chrysopolis. Il se rend, et est exécuté l'année suivante.
L'Empire est réunifié sous un seul empereur, pour la première fois depuis 285.

### ConstantinIerseul maître (324 à 337): le «refondateur» de l'Empire
Constantin Ier règne alors seul pendant treize ans, jusqu'en 337. Comme le souligne Jean-Michel Carrié, tout en tournant la page de la Tétrarchie, il ne ramène pas toutefois l'Empire à sa situation de 283. La plupart des réformes dioclétianiennes sont maintenues, et modifiées pour les pérenniser — et seul le système, idéaliste, de transmission du pouvoir, est complètement abandonné.

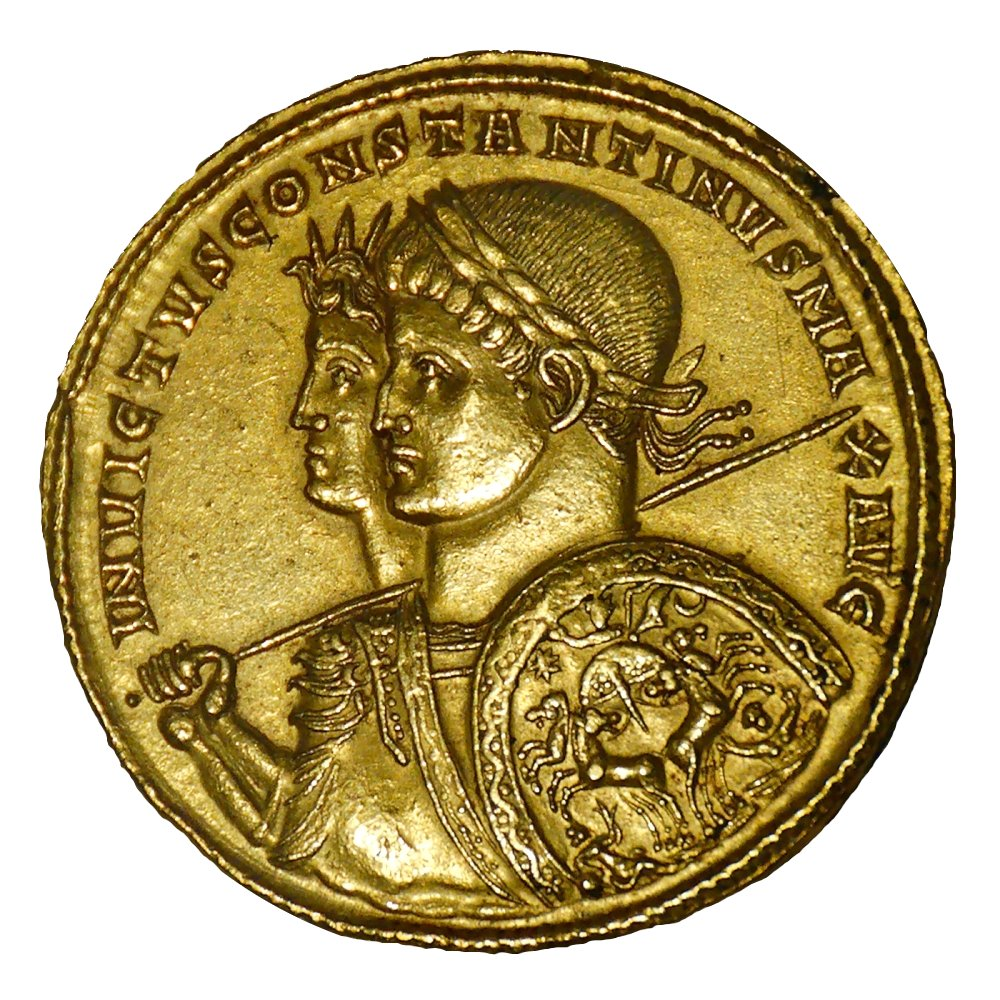
Solidus de 313 représentant Constantin (Cabinet des médailles, Paris). Noter les symboles de l'idéologie solaire : le profil de Sol Invictus double celui de l'empereur ; son bouclier a un char solaire.

L'administration territoriale, l'administration centrale de l'État, sont transformées, l'armée est profondément réformée et acquiert une organisation durable, qu'elle conserve durant tout le IVe siècle. Le christianisme, sans devenir religion d'État, est, sous Constantin, favorisé par le pouvoir. C'est également à Constantin que revient la fondation de la ville de Constantinople, sur le site de l'ancienne Byzance, qui sera la capitale de l'Empire romain d'Orient jusqu'en 1453.
L'importance et la nature de l'œuvre de Constantin justifient à la fois les jugements d'Ammien Marcellin, défavorable à l'empereur, mis dans la bouche de Julien, et de Jean-Michel Carrié, plus neutre : il est pour le premier le novator turbatorque priscarum legum et moris antiquitus receptui, « le novateur et violateur des anciennes lois et des coutumes reçues de toute antiquité », et, pour le second, « [situé] au niveau d'un nouvel Octavien Auguste donnant lui aussi forme achevée aux expériences qui l'avaient précédé ».

#### Les évènements de son règne
Le premier événement notable de son règne en tant que seul maître de l'Empire est la réunion du concile de Nicée en 325, que l'empereur a convoqué et préside. Il agit alors pour préserver l'unité de l'Église, menacée par l'arianisme. Constantin, qui considère tenir son pouvoir de Dieu, s'investit grandement dans les affaires ecclésiastiques. Il consacre également, le 8 novembre 324, le site de la future Constantinople.
En 326, Constantin se rend à Rome pour fêter ses vicennalia (vingt ans de règne). Il fait tuer, à Pola, son fils, Crispus, accusé d'avoir violenté sa belle-mère, l'impératrice, puis, peu après les festivités, son épouse Fausta, accusée d'adultère — ces accusations surviennent alors que l'empereur promulgue des lois moralisatrices (qui lui ordonnent ainsi d'agir aussi sévèrement qu'il l'a fait). À la suite de ces crimes, sa mère Hélène fait un pèlerinage en Terre sainte, resté célèbre. La plupart des auteurs s'accordent pour dire que le traumatisme de ces événements a renforcé l'influence des chrétiens sur Constantin.
Dans les années 327-329 il s'établit principalement sur la frontière danubienne, et il lutte contre les barbares, Goths notamment. En Gaule, le césar Constantin II se fixe, sur ordre de son père, à Trèves en 328. Il lutte alors contre les Alamans, et le calme revient sur cette frontière.
Ensuite, à partir de 330, il passe la plus grande partie de son temps dans sa nouvelle capitale, Constantinople, où la cour et l'administration centrale se sont installées. L'année suivante il fait dresser un inventaire des biens des temples païens et confisque les métaux utilisables, pour lutter contre la crise financière (l'empereur dépense beaucoup).
De 332 à 334, il lutte sur le Danube. Contre les Goths, le césar Constantin remporte une victoire, qui aboutit à un traité de paix — les Goths obtiennent alors le statut de peuple fédéré. Il se porte en 334 sur le Bas Danube. Un projet de partage de l'Empire est conçu en 335 (Constantin se sentant affaibli) : l'État est partagé entre les trois fils de l'empereur, ainsi que Dalmatius et Hannibalianus, ses neveux. La prééminence de l'aîné, Constantin II, n'est pas reconnue, tous sont césars.
Constantin meurt en 337, à la veille d'une reprise du conflit avec les Perses, avec qui les relations ont commencé à se dégrader dès 333 (Constance puis Hannibalianus, ce dernier en tant que « roi des rois », furent envoyés pour gérer la situation et peut-être même faire campagne en Arménie).

#### L'œuvre administrative

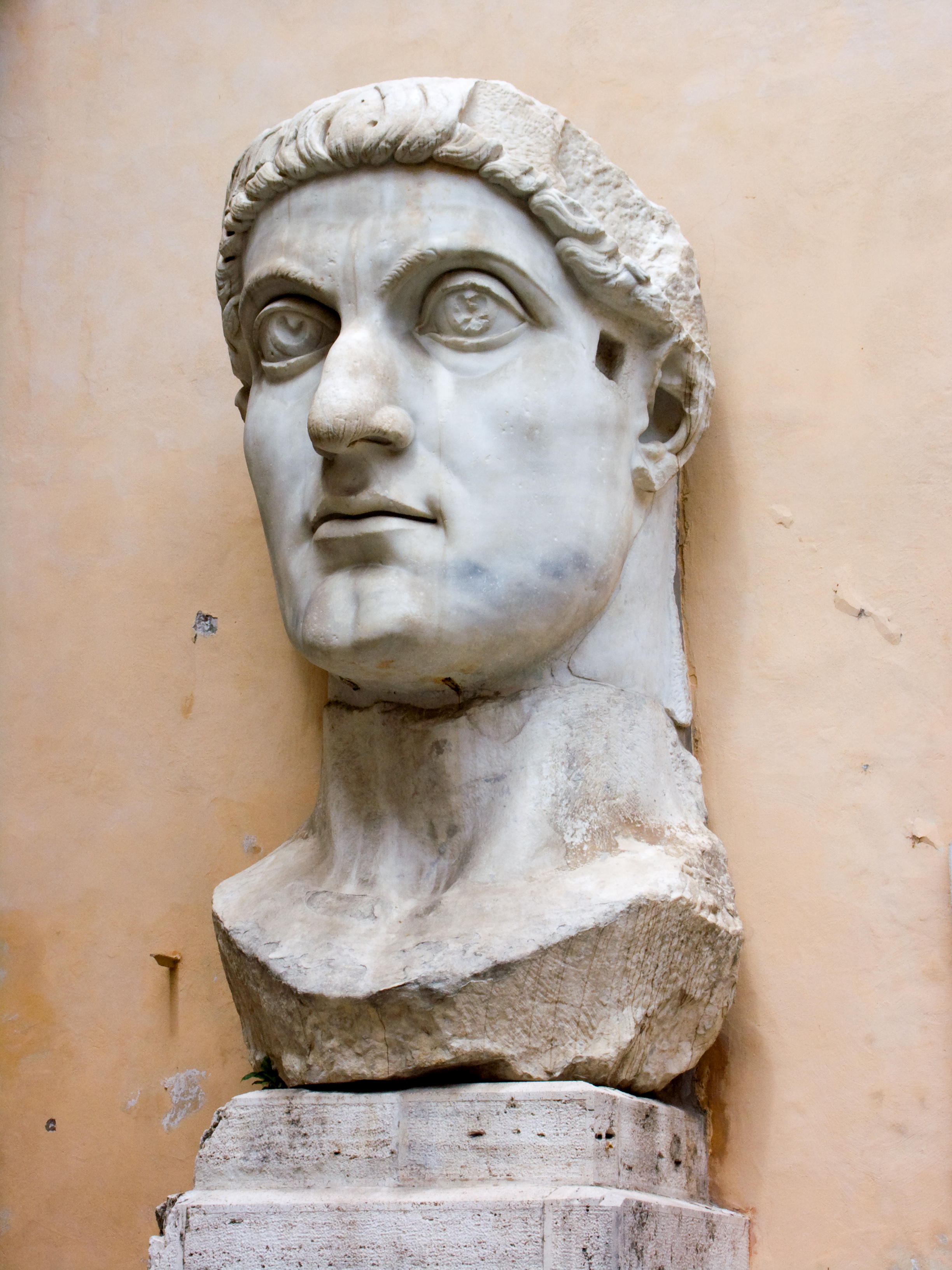
Tête d'une statue colossale de Constantin, début du IVe siècle (palais des Conservateurs, Rome).

Dans le domaine de l'administration de l'Empire, Constantin Ier a opéré plusieurs réformes, dont la plus importante est la « régionalisation » de la préfecture du prétoire.
À la suite de la bataille du pont Milvius en 312, les cohortes prétoriennes sont supprimées. Leur chef, le préfet du prétoire, perd ainsi ses attributions militaires. Ensuite, à partir probablement de 317, Constantin fait assister les césars qu'il envoie en mission par un préfet du prétoire, tout en conservant à ses côtés un préfet. L'évolution est donc empirique, et elle se concrétise lors du partage territorial de 335 : chaque césar possède un préfet du prétoire. À la mort de l'empereur, la division du territoire opéré par ses fils fixe définitivement « le caractère régional de cette institution ».
Le rôle de ces préfet du prétoire d'un nouveau genre est d'être des « vice-rois ». Ils représentent l'empereur dans des vastes circonscriptions territoriales, qui regroupent plusieurs diocèses. Leur rôle est civil et judiciaire, ils n'ont aucune prérogative militaire.
L'autre réforme principale du règne de Constantin Ier est le développement de la cour et de l'administration centrale. La cour grossit par l'augmentation du personnel du palais (organisé autour de la « chambre sacrée » — sacrum cubiculum) et par la multiplication des comites, c'est-à-dire des « compagnons » (francisés souvent en comtes). Ce sont des hommes de confiance chargés de divers missions qui court-circuitent l'administration traditionnelle. À la fin du règne, le titre devient purement honorifique. L'administration centrale est elle aussi agrandie, par Licinius et Constantin et organisée militairement. Les agentes in rebus, porteurs de dépêches et espion de l'empereur, apparaissent à cette époque.
Les hauts-fonctionnaires et certains comtes privilégiés participent au conseil privé de l'empereur, appelé consistorium (sacrum), « consistoire (sacré) ». C'est une institution permanente qui remplace le consilium principis du Haut-Empire. Si le terme de « consistoire » n'est attesté qu'à partir de Constance II, la réalité de ce qu'il désigne date de l'époque de Constantin Ier.

#### L'œuvre militaire
Constantin Ier a passé une bonne partie de son règne en campagne : contre les barbares et contre ses compétiteurs durant les guerres civiles de la Tétrarchie. Comme le souligne Yann Le Bohec, c'est un « empereur à cheval ». Les différentes réformes qu'il a menées sont empiriques, et répondent aux nécessités du moment.
La première réforme concerne la garde impériale : après la bataille du pont Milvius (312), Constantin dissout les corps qui ont soutenu avec le plus d'ardeur Maxence : la garde prétorienne et les equites singulares. Pour les remplacer, il crée les scholes palatines (environ 2 500 cavaliers), recrutées chez les Germains.
La suppression des cohortes prétoriennes entraîne une réforme du haut-commandement : les préfets du prétoire perdent leurs attributions militaires. Ils sont remplacés par des magistri militum, « maîtres des milices ». Des commandements territoriaux sont également formés, avec un maître de la cavalerie (magister equitum) et un maître de l'infanterie (magister peditum), subordonné au premier, en Gaule, Illyrie et Orient.
L'autre grande réforme qu'on a souvent imputée à Constantin est celle de la stratégie globale de défense : il aurait réuni autour de lui une armée de manœuvre puissante, les comitatenses, dérivés des comitatus pré-tétrarchiques et tétrarchiques, et installé aux frontières des « soldats-paysans » de qualité médiocre. Les travaux les plus récents ont profondément remis en cause cette façon de voir les choses.
Pour Yann Le Bohec ou Jean-Michel Carrié par exemple, les unités dites comitatenses sont des unités des armées frontalières qu'on a voulu honorer d'un titre spécial, et non des unités d'une armée centrale,. La qualification de limitanei (« troupes frontalières ») n'est plus péjorative par ailleurs : elle désigne simplement les soldats des frontières. La majorité des soldats de l'armée romaine demeurent cantonnée dans les provinces, mais une armée centrale, qu'on dit « d'intervention » a bien été développée au cours du IVe siècle. Elle est constituée de troupes « palatines » (légions palatines et auxiliaires palatins), et de la garde impériale du Bas-Empire (scholes palatines notamment).

### Julien (360 à 363)
Un des césars, Julien, responsable de la Gaule, remporte une grande victoire sur les Alamans en 357 (bataille d'Argentoratum), et il se montre bon général et homme d'État. Ses soldats le proclament empereur à son corps défendant à Lutèce en février 360, mécontentés par la volonté de Constance II d'affaiblir un césar trop puissant. Celui-ci meurt l'année suivante, alors qu'il marche contre l'usurpateur, en désignant Julien comme successeur. Julien, cousin du défunt empereur, renonce au christianisme par amour de la pensée grecque, d'où son surnom d'« apostat ». Il tente de restaurer le paganisme, en abolissant les mesures persécutrices de Constance II et en essayant d'organiser un clergé païen. Il meurt après 18 mois de règne, en 363, dans une escarmouche (bataille de Ctesiphon) au cours de la retraite qui suivit une campagne contre les Perses.
De nos jours, le surnom d'apostat, jugé insultant, est plutôt remplacé par celui de « philosophe ».

### Les Valentiniens (364 à 379)
Ses successeurs sont Jovien puis Valentinien Ier en Occident et Valens en Orient. En 364 en effet, Valentinien, devant l'ampleur des menaces extérieures, et conscient que les tâches sont trop nombreuses pour un seul empereur prend son frère Valens comme coempereur et lui confie la partie orientale de l'Empire. Les deux frères se divisent « l'armée, les fonctionnaires, les ressources de l'État ». Pour la première fois, au lieu de l'Empire indivisible où il n'y a que des partages d'attributions, on voit apparaître deux États distincts. Les deux parties de l'Empire se referment alors sur elles-mêmes.
Les deux nouveaux empereurs reviennent à une politique religieuse plus mesurée. Celle de Valentinien est tolérante vis-à-vis des païens, celle de Valens persécute certaines doctrines chrétiennes hétérodoxes, comme les nicéens. L'empereur d'Orient Valens doit gérer la menace perse, l'usurpation de Procope et les difficultés engendrées par la présence au-delà du Danube des Goths. Le règne de Valentinien Ier est marqué par d'importantes opérations militaires : lutte contre les Alamans, reconstruction des fortifications du Rhin et du Danube, reconquête de la Bretagne par Théodose l'Ancien. Valentinien meurt brusquement en 375, et le pouvoir passe à son fils Gratien, proclamé auguste dès 367. Valens est défait et tué à la bataille d'Andrinople en 378 par les Goths : c'est la fin du mythe d'invincibilité de Rome.

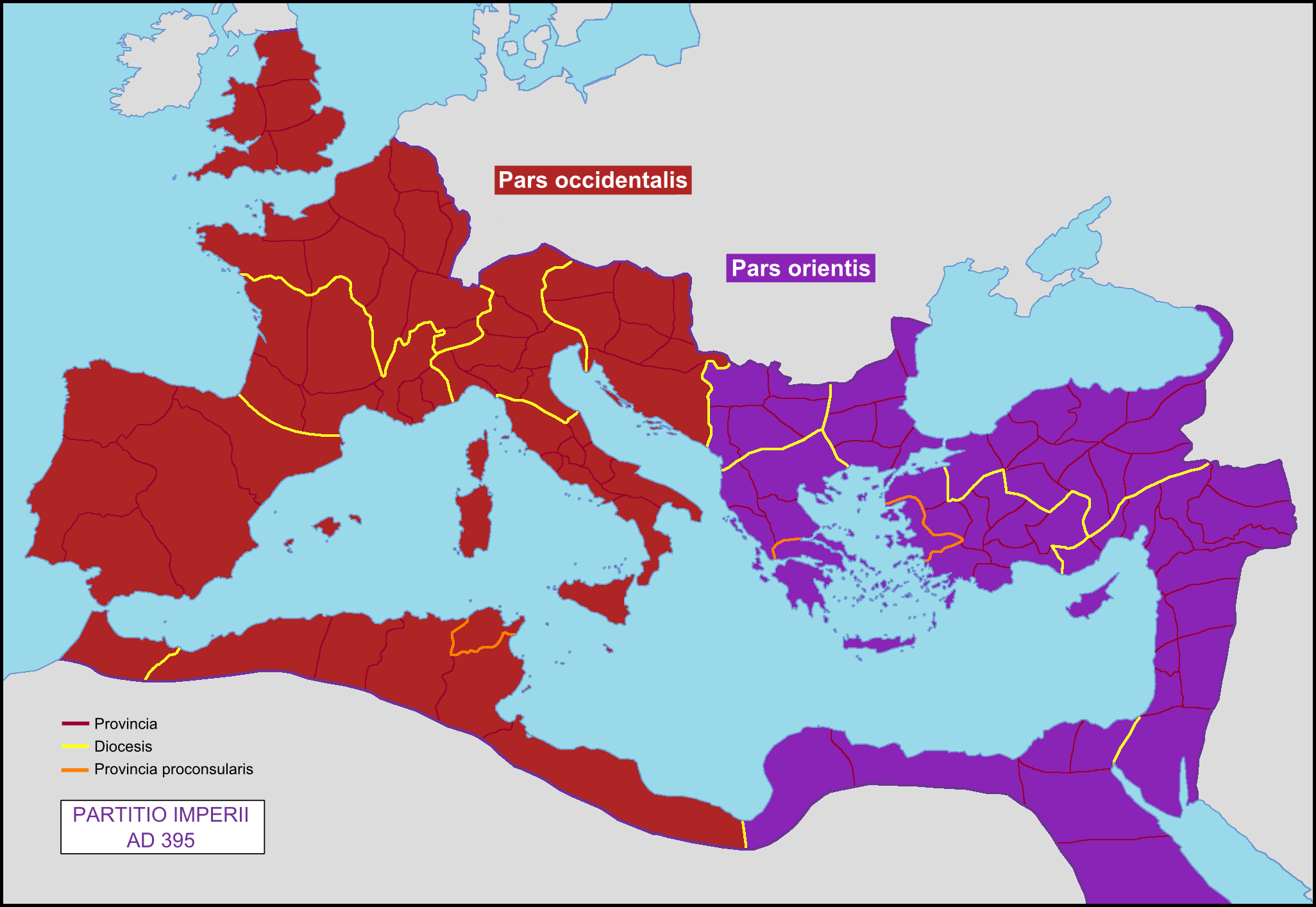
La division de l'Empire romain en 395.

### L'époque deThéodoseIer(379 à 395)
Après la mort de Valens contre les Goths lors de la bataille d'Andrinople en 378, Gratien se choisit un nouveau collègue pour l'Orient, Théodose Ier. Gratien est assassiné en 383 sur ordre de Maxime, proclamé en Bretagne. Maxime, reconnu auguste par Théodose Ier à la fin 384, étend son autorité sur les Gaules, les Germanies romaines, la Bretagne, et une partie de l'Espagne, et installe son quartier général à Trèves. Valentinien II, le jeune frère de Gratien, reste alors auguste du reste de l'Occident avec à ses côtés le général franc, Arbogast. Maxime est éliminé à Aquilée en 388. Valentinien II meurt, en se suicidant, ou assassiné, en 392. Arbogast fait proclamer auguste un professeur de rhétorique, Eugène,. En 392, Théodose publie une loi qui condamne radicalement les sacrifices païens, même domestiques, interdit d'honorer les dieux Lares, de célébrer les Jeux olympiques et il nomme auguste pour l'Occident son fils, Honorius. En 394, Théodose bat l'usurpateur à la bataille de la Rivière Froide. Il réunit alors légitimement l'Empire tout entier sous son pouvoir.
Le 17 janvier 395, Théodose Ier meurt, après avoir partagé l'Empire entre ses deux jeunes fils : Arcadius l'aîné reçoit l'Orient et Honorius l'Occident. Ce partage est dans la continuité des règnes précédents — notamment celui de Valentinien et Valens — et l'unité de l'Empire demeure, renforcée par Stilicon, qui doit veiller sur eux. Le partage se veut donc purement administratif. Les circonstances ont toutefois fait que ce partage a été le dernier.
Les deux parties de l'Empire se séparent donc en 395.

### Le règne d'Honorius (395 à 423)
Honorius né le 9 septembre 384 et mort le 15 août 423 est un des empereurs romains régnant lors des invasions barbares.
Fait co-empereur de l'Empire Romain avec son frère aîné Arcadius en 393, Honorius hérite de la partie occidentale de l'Empire en 395.
Son règne, durant pourtant 30 ans est marqué par son incompréhension des crises secouant l'Empire ainsi que de son incapacité à y répondre.
Dès le début de son règne, le pouvoir est exercé majoritairement par un régent : Stilicon. Celui-ci dirige réellement l'Empire de 395 à 408. Stilicon se rend célèbre pour son ardeur plus importante à combattre d'autres Romains que les « barbares » arrivant dans l'Empire, mais fut tout de même un régent compétent et efficace jusqu'à son exécution en 408.
C'est sous le règne d'Honorius, en hiver 406-407, que des groupes de barbares (Suèves, Alains et Vandales) franchissent le Rhin et pénètrent dans l'Empire. En 410, les Wisigoths d'Alaric pillent Rome ce qui est un véritable choc dans l'empire. Honorius négocie alors avec les Wisigoths un foedus : ils obtiennent le statut de fédérés, c'est-à-dire d'alliés de Rome, et des terres en échange d'un service militaire. Ainsi, 418 correspond à la date de création du premier royaume barbare, celui du royaume wisigothique en Aquitaine.

### Le règne deValentinienIII(425 à 455)
Genséric, roi des Vandales, occupe l'Afrique du Nord et obtient le statut de fédéré en 435.
En 451, à la bataille des champs catalauniques, le général Aetius repousse les Huns d'Attila de Gaule mais les laisse piller l'Italie. Valentinien III le poignarde à mort en 454 par vengeance et jalousie. Des proches d'Aetius tuent à leur tour l'empereur en 455.

### Les derniers empereurs d'Occident (455 à 476)
En 475, Flavius Oreste, ancien secrétaire d'Attila, chassa l'empereur Julius Nepos de Ravenne et proclama son propre fils, Romulus Augustule, empereur.
En 476, Oreste refusa d'accorder aux Hérules d'Odoacre le statut de fédérés, poussant Odoacre à prendre Rome et à envoyer les insignes impériaux à Constantinople, s'établissant comme roi d'Italie. Si le pouvoir romain se maintint dans des poches isolées après 476, la cité de Rome elle-même était gouvernée par des barbares, et le contrôle de Rome sur l'Occident avait pris fin. La convention veut que l'Empire d'Occident ait disparu le 4 septembre 476, lorsque Odoacre déposa Romulus Augustule. Mais dans les faits, les choses ne sont pas aussi simples.
Julius Nepos prétendait toujours au titre d'empereur d'Occident depuis son réduit de Dalmatie, et était reconnu comme tel par l'empereur byzantin Zénon, ainsi que par Syagrius, qui était parvenu à sauvegarder une enclave romaine dans le nord de la Gaule. Odoacre, souverain autoproclamé de l'Italie, commença à négocier avec Zénon, qui finit par lui accorder le titre de patrice, le reconnaissant comme son vice-roi en Italie. Zénon insista cependant pour qu'Odoacre rende hommage à Nepos comme empereur d'Occident. Odoacre accepta, allant jusqu'à frapper des pièces au nom de Nepos dans toute l'Italie. Il ne s'agissait cependant que d'un geste purement politique, et Odoacre ne rendit aucun territoire à Nepos. Ce dernier fut finalement assassiné en 480, et Odoacre conquit peu après la Dalmatie.
Romulus Augustule fut épargné par Odoacre qui, bien qu'ayant assassiné son père, eut pitié de lui et lui donna une pension et une villa en Campanie, villa qui devint un monastère. On trouve trace de lui au milieu des années 500, ce qui laisse à penser qu'il aurait survécu à Julius Népos.